# Palästina (Region)

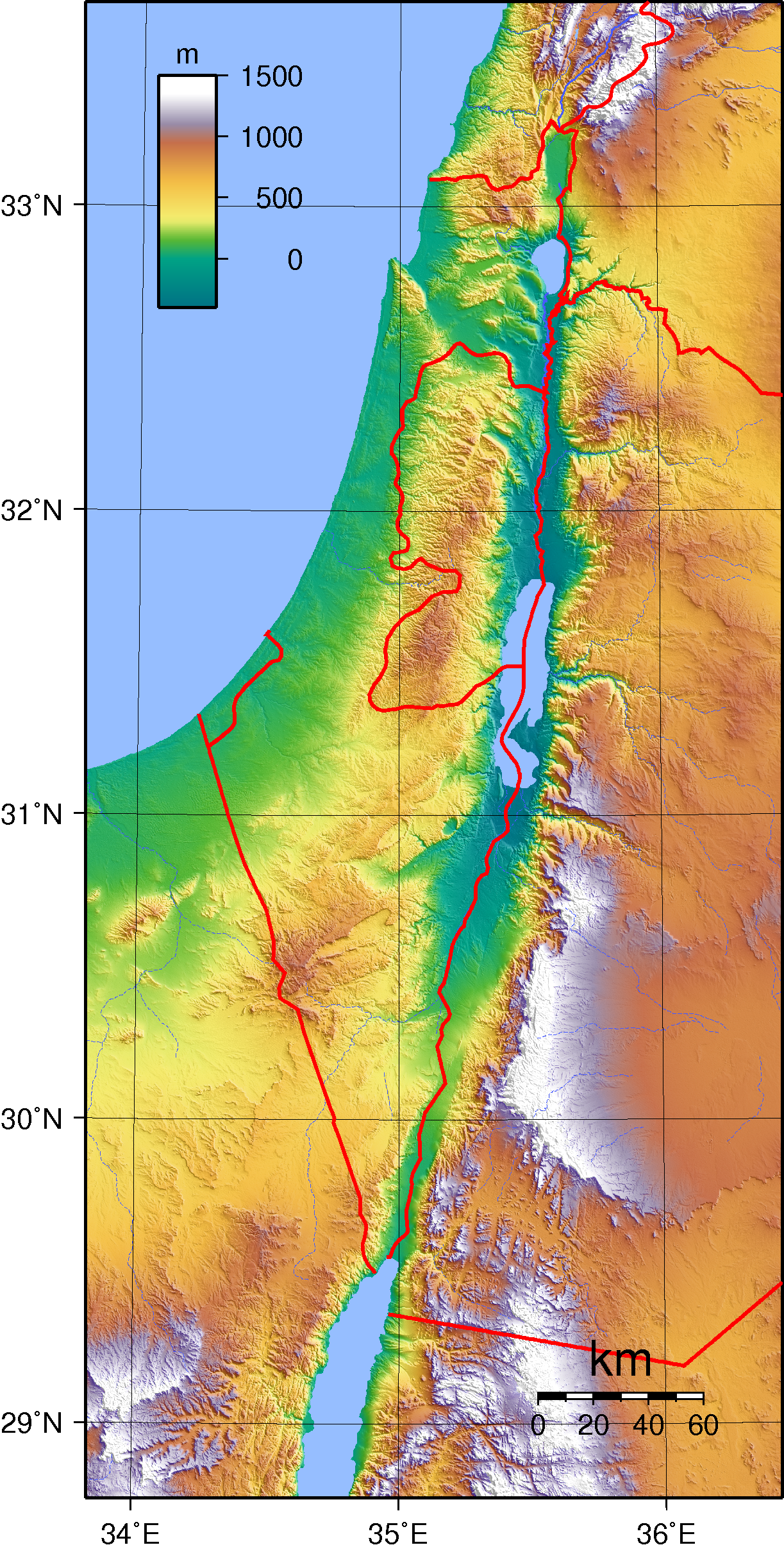
Topographische Karte von Palästina mit international anerkannten Staatsgrenzen

Der in deutscher Sprache Palästina (von altgriechisch Παλαιστίνη Palaistínē, „Philisterland“) und in arabischer Sprache Falasṭīn oder Filasṭīn (فلسطين) genannte Landstrich liegt an der südöstlichen Küste des Mittelmeers und bezeichnet in der Regel Gebiete, die den heutigen Staaten Israel und Jordanien sowie den palästinensischen Gebieten im Gazastreifen und Westjordanland entsprechen. Gemeint ist das Land zwischen dem Jordangraben und dem Mittelmeer.
In verschiedenen historischen Kontexten trägt Palästina andere Namen, etwa Land Kanaan in der hebräischen Bibel und Gelobtes oder Heiliges Land in der jüdischen und christlichen Tradition. In altägyptischen Texten wird es als Retenu, aber auch bereits als Kanaan bezeichnet. Für das Judentum, die Samaritaner, das Christentum und den Islam besitzt es eine besondere geschichtliche und religiöse Bedeutung. Das Königreich Israel, das in Kanaan entsteht, und die Stadtstaaten der Philister (hebräisch Peleschet nach ägyptisch Peleset), auf deren Name die spätere griechisch-lateinische Bezeichnung des Landstrichs zurückgeht, waren einige der in Kanaan gebildeten Kleinstaaten – neben den phönizischen Stadtstaaten im Norden (oft, aber nicht immer werden das Libanongebirge und die ihm vorgelagerte Küste zu Kanaan gerechnet), Juda um Jerusalem, Ammon östlich davon, Moab und Edom im Süden. Die rabbinische Tradition prägte die jüngere hebräische Bezeichnung Eretz Israel, also Land Israels (im Sinne von: Land der Israeliten), die heute im Hebräischen neben Palästina die üblichste Bezeichnung ist. In der arabischen Tradition war Palästina ein Teil von Bilad al-Scham (Großsyrien), das die gesamte Levante umfasste und dessen Zentrum Damaskus war; diese Vorstellung ist seit der Teilung der Levante in die Territorien der heute bestehenden Staaten im Lauf des 20. Jahrhunderts verblasst.
Neben der Bezeichnung Palästina bürgert sich im deutschen Sprachgebrauch seit dem ausgehenden 20. Jahrhundert die hebräische Bezeichnung Eretz Israel ein, die den politischen Anspruch des jüdischen Staates Israel oder des jüdischen Volkes auf das Gebiet Palästinas bekräftigen soll, während Palästina im Zuge der Anerkennung des Rechts der arabischen Bevölkerung Palästinas auf politische Selbstbestimmung seit den 1960er Jahren zunehmend allein oder vor allem mit den Arabern Palästinas assoziiert wird. Beide Begriffe beziehen sich auf dasselbe Gebiet und stehen unter dem Eindruck des Nahostkonflikts in Konkurrenz zueinander.
Das Adjektiv zu Palästina ist palästinisch (in älteren Quellen) und palästinensisch (im modernen Sprachgebrauch). Unter Palästinensern versteht man heute in der Regel nur noch die Araber Palästinas. Das Adjektiv palästinensisch bezieht sich in ethnografischer und politischer Hinsicht meist auf sie, während es in geografischer Hinsicht eine weiter gefasste Bedeutung haben kann. Die jüdischen Bewohner des Landes werden in der Fremd- und Selbstbezeichnung gemeinhin nicht als Palästinenser, sondern als Juden oder Israelis oder aber als jüdische Israelis (im Unterschied zu den arabischen israelischen Staatsbürgern) bezeichnet.

## Herkunft und Gebrauch des Landesnamens

### Altertum
Die lateinische Landesbezeichnung Palaestina, aus der die deutsche Form Palästina und weitere europäische Schreibungen wie englisch und französisch Palestine entstanden sind, geht auf die seit Herodot (5. Jahrhundert v. Chr.) bezeugte griechische Form Palaistinē zurück. Diese wiederum fußt in älteren Bezeichnungen: Assyrische Schriftquellen des 8. Jahrhunderts v. Chr. nennen das Gebiet, das ungefähr dem heutigen Gazastreifen bis nach Aschkelon entspricht, Palastu, und in älteren ägyptischen Quellen werden die Bewohner derselben Gegend, die ursprünglich der Oberherrschaft Ägyptens unterstanden, Peleset genannt. Unmittelbar hiervon dürfte hebräisch Peleschet abgeleitet sein, womit die Bibel das Gebiet der von einem Teil der sogenannten Seevölker, namentlich der Philister, gegründeten bzw. neu besiedelten Stadtstaaten Gaza, Aschdod, Aschkelon, Ekron und Gat bezeichnete (Pentapolis).
Von der Zeit an, da die Philister mit den Bewohnern des Hinterlandes verschmolzen waren und keine gesonderte ethnische Gruppe mehr bildeten, weitete sich der Name ihrer Landschaft auf größere Gebiete der südlichen Levante aus. Bereits Herodot verwendete die Bezeichnung Syria palaistinē für den ganzen Küstenstreifen zwischen Phönizien und der Gegend um Gaza (griechisch Kadytis). Die Südgrenze Phöniziens zog Herodot vermutlich am Karmelgebirge, etwa bei der heutigen Stadt Haifa.
In der ab dem 3. Jahrhundert v. Chr. entstandenen jüdisch-griechischen Bibelübersetzung, Septuaginta (LXX), taucht der Name nicht auf. Die LXX verwendet als Bezeichnung für das ganze Land der Bibel und seine Teile Namen, die unmittelbar die Bezeichnungen der hebräischen Vorlage nachbilden, z. B. griechisch ἡ γῆ Χανάαν hē gē chanáan Kanaan und Ἰουδαία Ioudaía Judäa. Nur wenn vom Volk der Philister die Rede ist, taucht Φυλιστιίμ Phylistiím (gebildet nach hebräisch Pelischtim) auf, etwa in Gen 10,14  und Ex 15,14 . In anderen Büchern (z. B. Bücher der Königtümer) nennt die LXX die Philister Andersstämmige, vgl. ἀλλόφυλοι allóphyloi in 1 Sam 5,1 . Der jüdische Historiker Flavius Josephus schließlich nennt in seinen in griechischer Sprache verfassten Jüdischen Altertümern um ca. 100 n. Chr. die Philister Palästiner (Παλαιστῖνοι Palaistînoi), vgl. Ant 6,1; der Begriff bezieht sich allein auf die Bewohner dieser Gegend, jedoch nicht auf das ganze Land.

### Römisches Reich
Kaiser Augustus übertrug das ehemalige Philisterland König Herodes; der wiederum übergab es seiner Schwester Salome, die daraus eine jüdische Küstenprovinz machte. Nach der Niederschlagung des dritten jüdischen Aufstands (Bar-Kochba-Aufstand 132–135) benannte der römische Kaiser Hadrian die vormals als Judäa bezeichnete römische Provinz in Syria Palaestina um und baute deren von Titus zerstörte Hauptstadt Jerusalem als Aelia Capitolina wieder auf. Sein Wunsch war es, dass Jerusalem und Judäa als jüdisches Land für immer vergessen würden. In der Spätantike wurden auch einige Gebiete östlich des Jordans geographisch zur Provinz Palaestina gerechnet, die im 4. Jahrhundert in drei Teile aufgegliedert wurde. Militärisch blieb Palaestina jedoch eine Einheit.

### Frühislamische Zeit
Als im Zuge der islamischen Expansion die Region im Jahre 636 dem muslimischen Herrschaftsbereich eingegliedert wurde, teilten die neuen Herrscher das Land in Dschunde, Militärdistrikte. Das Gebiet, das bis dahin den wichtigsten Teil der byzantinischen (oströmischen) Provinz Palästina Prima gebildet hatte, erhielt den Namen Dschund Filastin.

### Kreuzfahrerstaaten
Die christlichen Kreuzfahrer errichteten die Kreuzfahrerstaaten und nannten die Region formal Heiliges Land, doch sie tradierten auch die Bezeichnung Palästina, die bis in die Moderne in der westlichen Welt in Gebrauch ist. Das Königreich Jerusalem bestand von 1099 bis 1291. Der deutsche Begriff Gelobtes Land ist eine Übersetzung von lateinisch terra promissionis „(Land der Verheißung)“.

### Im 19. und 20. Jahrhundert

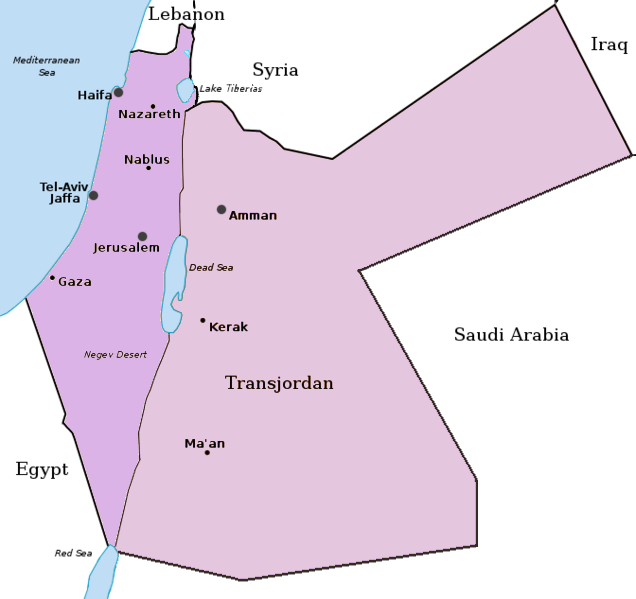
Grenzen Cisjordaniens (mittelviolett) und Transjordaniens (hellviolett), um 1922

Im 19. Jahrhundert griffen Historiker im Westen auf die Bezeichnung immer häufiger zurück, verstanden sie aber als geographische Angabe. Erst mit dem Zionismus am Ende des Jahrhunderts setzte sie sich allgemein durch. Zionisten wie Theodor Herzl verstanden die jüdische Nationalbewegung als säkular, mieden religiöse Konnotationen und damit die in der rabbinischen Tradition übliche Bezeichnung Palästinas als Eretz Israel (Land Israel), obwohl sie Ansprüche auf ein Territorium und Siedlungsgebiet im Nahen Osten durchaus auf traditionelle jüdische Vorstellungen gründeten:

„Palästina ist unsere unvergessliche historische Heimat.“

Bereits beim ersten Zionistischen Weltkongress (29. bis 31. August 1897) in Basel wurde als Ziel festgelegt:

„Der Zionismus erstrebt die Schaffung einer öffentlich-rechtlich gesicherten Heimstätte in Palästina für diejenigen Juden, die sich nicht anderswo assimilieren können oder wollen.“

Vorübergehend wurden andere Landstriche für die Errichtung einer jüdischen Heimstatt erwogen, darunter Uganda (Britisches Uganda-Programm).
Der Name Palästina wurde im 20. Jahrhundert für das britische Völkerbundsmandat für Palästina übernommen, das seinerseits in Cisjordanien (lateinisch cis Iordanem ‚Land diesseits des Jordan‘) im Westen und Transjordanien (lateinisch trans Iordanem ‚Land jenseits des Jordan‘) im Osten geteilt war. Letzteres wurde später (bis 1950) die offizielle Staatsbezeichnung Jordaniens. Vor allem im französischen und englischen Sprachraum ist mit Cisjordanien das ganze Gebiet westlich des Jordans gemeint, und die Verwendung der Bezeichnung Cisjordanien allein für das Westjordanland, also für die heute von Israel besetzten oder (teil)autonomen Gebiete, ist in diesen Sprachen eher selten. Im deutschen Sprachraum wurde Cisjordanien gelegentlich als Bezeichnung allein für das Westjordanland ohne Israel verwendet.
Heute umfasst der geografische Begriff Palästina üblicherweise das Gebiet zwischen Mittelmeer und Jordan, also das Staatsgebiet Israels, den Gazastreifen und das Westjordanland einschließlich Ostjerusalem. Er ist nicht gleichbedeutend mit dem politischen und ethnografischen Begriff Palästina, der sich in der Regel nur auf die arabische Bevölkerung dieses Landstrichs und ihre Gebiete bezieht (siehe Palästinenser).

## Herkunft des Begriffs Palästinenser
Das Adjektiv palästinisch bezieht sich in der Regel auf das antike Palästina, so zum Beispiel der Begriff „palästinische Juden“. Das Wort palästinensisch hingegen kam erst Mitte der 1960er Jahre als Bezeichnung der heutigen arabischen Bevölkerung von Ost-Jerusalem, Gazastreifen und Westjordanland in Gebrauch. Der Besetzung des Gazastreifens durch Ägypten und des Westjordanlands durch Jordanien nach 1948 folgte als Ergebnis des Sechstagekriegs die Besetzung beider Landstriche durch Israel 1967. Dadurch und durch die damit verbundene Entstehung der Palästinensischen Befreiungsorganisation begannen die arabischen Bewohner beider Gebiete zunehmend, Palästina und Palästinenser als Ausdruck ihrer Hoffnung auf eine eigenständige palästinensische Nation zu verwenden (zum Beispiel „palästinensischer Aufstand“). Die Mehrheit der christlichen und muslimischen Araber, die Staatsbürger Israels sind und in dessen Grenzen von vor 1967 leben, bezeichnet sich heute ebenfalls als „Palästinenser“.

## Landschaftssphäre

### Geologie
Palästina ist in Nord-Süd-Richtung vom Jordangraben, einem Teil des Großen Afrikanischen Grabenbruchs, durchzogen, an dem die Afrikanische Platte und die Arabische Platte auseinanderdriften. In der Erdgeschichte wurde das Land der Region Palästina mehrmals vom Meer überflutet (Transgression) und wieder freigegeben (Regression). Der Boden wurde abwechselnd vom Meer und vom Land beeinflusst. Dies und die Abtrennung des Meeres über dem heutigen Jordangraben durch tektonische Anhebung der Region hinterließ verbreitete Salzeinlagerungen. Im Bereich des Jordangrabens entstanden mehrere Seen, zuletzt existierte nur noch der Lisan-See, dessen Reste der See Genezareth und das Tote Meer darstellen. Zwischen dem Jordangraben und der Ebene am Mittelmeer entstanden von Süden betrachtet das samaritische Gebirge, das Judäische Bergland, die Jesreelebene und das galiläische Gebirge. Neben der Gesteinsbildung und Formung durch verschiedene Arten der Sedimentation und tektonische Beanspruchung wurden auch Schichten vulkanisch gebildet.

### Hydrologie
Niederschlagswasser an der westlichen Seite dieser Gebirge fließen in westlicher Richtung zum Mittelmeer. Aus den nördlichen Gebirgen Hermon, Galilee und Golan stammen der Jordan und seine Zuflüsse nördlich des Sees Genezareth. Dort ist sein Wasser noch salzarm. Er durchfließt den See Genezareth. Sein wichtigster Nebenfluss, der Jarmuk, nimmt jedoch größere Anteile des Wassers aus dem Golan auf und mündet mehrere Kilometer südlich des Sees Genezareth in den Jordan. Große Wassermengen werden aus dem See Genezareth entnommen, um über den National Water Carrier vor allem die Bewässerung der Felder in der Küstenebene zu ermöglichen. Dem Jarmuk wird etwa 10 km oberhalb der Mündung viel Wasser entnommen, um über den König-Abdallah-Kanal das Ostjordanland zu versorgen.
Infolge der tektonischen Beanspruchung der Region sind die Gesteinsschichten nicht durchgängig und gegeneinander abgedichtet, sondern durch zahlreiche Störungen stellenweise in vertikaler Richtung durchlässig, insbesondere die Störungszone des Grabenbruchs selbst. Dies ermöglicht das Austreten von salzhaltigem Wasser aus den durchlässigen Gesteinsschichten. Es gibt vermutlich mehrere Generationen dieser Solen. Die genauen Abläufe der Entstehung und des Transportes der Solen jetzt und in der Erdgeschichte sind nicht vollständig geklärt. Die geologischen Gegebenheiten und die Wege und Zusammensetzungen der Wässer sind an verschiedenen Orten und zu verschiedenen Jahreszeiten sehr unterschiedlich und komplex und auch von menschlichen Aktivitäten beeinflusst. Hoher Druck presst die Solen durch undichte Stellen in den sonst wasserundurchlässigen Schichten nach oben, soweit sie nicht durch einen ausreichenden Gegendruck des darüberliegenden, leichteren, salzärmeren Grundwassers aufgehalten werden. An der Störungszone des Grabenbruches jedoch trifft kaltes Grundwasser aus Niederschlägen in tieferen Grundwasserleitern auf heiße Solen, steigt vermischt mit dem Salzwasser durch Konvektion auf und tritt oben aus.
Die Wege des Wassers sind unterschiedlich lang, das salzhaltige Wasser tritt zum Teil Jahre später und weit entfernt wieder zu Tage. Salzhaltiges Wasser fließt oft unterhalb der Wasseroberfläche in einen der beiden Seen oder den Jordan. So gibt es mehrere salzhaltige Quellen am Ufer des Sees Genezareth und unter seiner Wasseroberfläche. Durch den Bau des „Salt Water Carrier“, der das Wasser der bekannten salzigen Quellen am See Genezareth sammelte und direkt in den unteren Jordan einleitete, wurde der Salzgehalt des Sees herabgesetzt, der Salzgehalt im Jordan unterhalb des Seeauslasses jedoch dramatisch erhöht. Zwischenzeitlich wurde diese Einleitung in den unteren Jordan wieder stark herabgesetzt. Der erhöhte Salzgehalt im See Genezareth im Vergleich zu seinen bekannten Zuflüssen wird jetzt vor allem durch unbekannte Salzwasserzuflüsse unterhalb der Wasseroberfläche verursacht. Weiterer Zufluss salzhaltigen Wassers in Form von Grundwasser, über Wasserläufe und Zuflüsse auch in den unteren Jordan und die hohe Verdunstung lassen den Salzgehalt des Jordan in seinem Lauf nach Süden immer weiter ansteigen. An der Allenby-Brücke in der Nähe von Jericho, etwa dreizehn Kilometer vor der Mündung in das Tote Meer, wurden 1995 Salzgehalte für den Sommer von 2 bis 4 g/l genannt. 2004 wurden bis zu stellenweise 11,1 g/l im Frühjahr und Sommer genannt. Der Jordan mündet in das Tote Meer, das keinen Abfluss besitzt, sondern durch Verdunstung Wasser abgibt und seit seiner Entstehung das Salz ansammelt. Der Salzgehalt im Toten Meer liegt deshalb bei etwa 250 g/l.

### Topographie und Klima

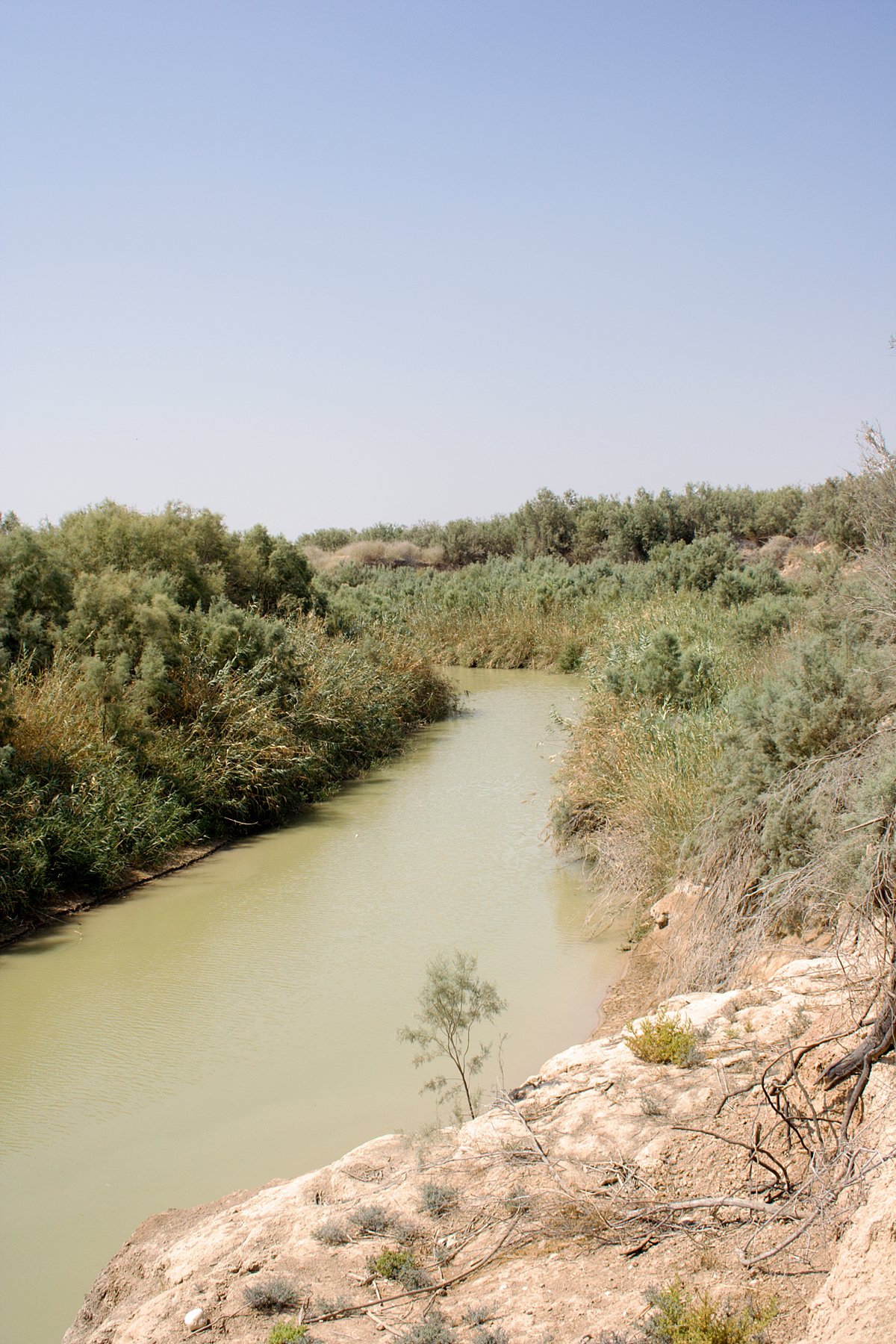
Der Jordan mit seiner typischen Pflanzengesellschaft

Gemäß den Unterschieden in der Topographie und im Klima unterscheidet man verschiedene Großräume:
- Die Küstenebene: Direkt am Mittelmeer befindet sich eine sandige Zone mit Wanderdünen und Sumpfgebieten. Weiter östlich ist ein sehr fruchtbarer Landstrich mit sehr dunklem Boden. Das Klima ist mediterran, die vom Meer kommenden Winde bringen ausreichend Feuchtigkeit mit. Die Wasserläufe, die das Gebiet durchziehen, führen im Norden ganzjährig Wasser, im Süden jedoch nur in der Regenzeit.
- Das Bergland: Westlich des Jordan gehen die Niederschlagsmengen von Norden nach Süden stark zurück, denn die hohen Berge in Judäa halten die vom Meer kommenden Wolken zurück. Galiläa ist deshalb der fruchtbarste Teil des Berglandes. Im mittleren Bergland wurde schon zu biblischer Zeit Terrassenlandwirtschaft betrieben. Der nördliche Teil des Berglandes war zu biblischer Zeit noch von Wäldern bedeckt, die inzwischen durch landwirtschaftliche Bewirtschaftung stark zurückgegangen sind. Im Süden geht das Bergland in die Negev-Wüste über.
- Der Jordangraben: Der nördliche Teil ist auch hier der fruchtbarste. Nördlich des Sees Genezareth befanden sich in biblischer Zeit eine ausgedehnte Sumpflandschaft und große Waldgebiete. Im unteren Jordantal reichen die Niederschläge für diese Landschaftsformen nicht mehr aus. Da der Salzgehalt des Jordans nach Süden ansteigt, wachsen im südlichen Jordantal auch salztolerante Bäume wie die Euphrat-Pappel und die Tamariske. Diese sind auch an Nebenflüssen verbreitet. Am Toten Meer selbst wachsen nur noch salztolerante Pflanzen. Die höheren Pflanzenarten versorgen sich aus dem Grundwasser und Niederschlagswasser, denn bereits bei deutlich geringeren Salzgehalten als im Toten Meer ist selbst den salztolerantesten höheren Pflanzen kein Bestehen möglich.
- Die Hochebene: Östlich des Jordan ist das Klima semi-arid bis arid, die dem Jordan zuströmenden Flüsse trocknen im Sommer größtenteils aus. Die Hochebene ist von Sandstein geprägt, der das darunterliegende Vulkangestein überzieht und durch Erosion zur Entstehung der Sandwüsten geführt hat. In den Oasen am Toten Meer und am unteren Jordan findet man hingegen gelegentlich eine tropische Flora.

## Geschichte

Palästina, Topografische Karte

Palästina, Gebietsdarstellung aus dem Jahre 1902

### Anfänge
In der Region sind seit dem 3. Jahrtausend v. Chr. Stadtstaaten nachweisbar. Im fruchtbaren Halbmond trafen die Verkehrswege von drei Kontinenten aufeinander. Dadurch entwickelte sich Palästina zum Brennpunkt für religiöse und kulturelle Einflüsse aus Ägypten, Syrien, Mesopotamien und Kleinasien.

### Ägyptische Vormacht
Durch die Expansionen im 2. Jahrtausend v. Chr. von Amoritern, Hurritern (insbesondere des Mittani-Reichs) und Hethitern in den syrischen Raum sahen sich die Ägypter in ihrer Vormachtstellung bedroht und drängten diese Mächte zurück.
Ab dem 12. Jahrhundert v. Chr. verlor Ägypten immer mehr die Macht über Palästina. Neue Zuwanderer kamen in die Region. Unter ihnen sollen nach Berichten des Pentateuch auch die Israeliten gewesen sein, die allerdings nach neueren Forschungen – auch israelischer Archäologen wie Israel Finkelstein – eine autochthone und von den Kanaanitern der Ebene kulturell nicht unterscheidbare Bevölkerung des galiläischen Berglandes bildeten. Ferner sollen andere semitische Nomadenstämme aus Mesopotamien, dem Sinai und aus den umliegenden Wüstenzonen (s. a. Hebräer/Habiru in ägyptischen u. hurritischen Quellen) eingewandert sein. Hinzu kamen im frühen 12. Jahrhundert v. Chr. mit den Seevölkern die Philister, die hauptsächlich die südliche Küstenzone um Gaza und Aschkelon bewohnten. Nördlich davon siedelten sich, unter anderem laut dem Papyrus Harris I und dem späteren Reisebericht des Wenamun die Tjeker an, die ebenfalls zu den Seevölkern gehörten.
Die meisten Archäologen gehen heute davon aus, dass es auf Grund der Konstanz der materiellen Kultur keine nennenswerte Einwanderung israelitischer Gruppen in dieser Zeit gegeben habe. Dies schließt jedoch frühere Einwanderungen nicht aus. Dies gilt insbesondere für die aramäischen Stämme (zu denen auch die Israeliten gehörten) aus dem Norden und noch früher aus dem Osten die Amoriter. Als früheste sprachlich identifizierbare Bevölkerungsschicht gelten die Hurriter.

### Das vorstaatliche Israel

#### Die Hypothese der Amphiktyonie von Martin Noth
Eine der wichtigsten Hypothese zum vorstaatlichen Israel war die der „Amphiktyonie“ im Alten Israel des deutschen evangelischen Theologen Martin Noth von 1930. Noth ging in seinem Buch „Das System der zwölf Stämme Israels“ von dem in der Bibel vielfach erwähnten Umstand aus, dass das vorstaatliche Israel eine aus zwölf Stämmen zusammengesetzte Einheit gewesen sei. Diese Hypothese war rund dreißig Jahre in der alttestamentlichen Exegese fast konsensual akzeptiert, sowohl im deutschsprachigen Raum als auch (da William F. Albright sie übernahm) unter US-Bibelwissenschaftlern. Sie geriet in den 1970er Jahren in die Kritik und ist seit den 1980er Jahren aufgegeben.
Letztlich führte Noth seine Hypothese darauf zurück, dass der Erzvater Jakob (oder auch Israel) zwölf Söhne gehabt habe, von denen zehn als Stammväter der zwölf Stämme Israel gelten – die Stammväter der zwei letzten Stämme sind aufgrund der Landlosigkeit des Stammes Levi Kindeskinder Jakobs (Gen. 46, 1–26; 49,1–27 und Num 26,5–51). Die Bibelerzählung verglich Noth mit der Erscheinung der Amphiktyonie der hellenistischen Welt. Analogien sah Noth in der Zahl zwölf bzw. sechs. Außerdem nahm die Stellung eines Zentralheiligtums eine große Bedeutung für ihn ein. Dieses Heiligtum sah er in der Bundeslade. Ferner wies er auf die Liste in Ri 10,1–5, die einen bestimmten Turnus intendiere. Schließlich sah er im Bericht vom „Landtag zu Sichem“ das entscheidende Ereignis in der Geschichte der altisraelitischen Amphiktyonie. Dazu gehört auch die Erweiterung von sechs auf zwölf Stämme mit Übernahme des JHWH-Glaubens.
Kritik an der These
Es hat im Laufe der Forschungsgeschichte immer wieder Kritik an dieser These gegeben. Dabei stellen sich folgende Fragen:
1. Kann eine geschichtliche Erscheinung eines bestimmten Lebens- und Kulturbereiches überhaupt als Analogie benutzt werden?
2. Fehlt nicht ein Name für den altisraelitischen Stämmeverband?
3. Kann die mobile Lade als zentrales Kultheiligtum verstanden werden?
4. War der Stämmeverband die Bezugsgröße für die Richter, oder waren es eher die Städte und deren Einzugsbereich?

#### Die These von der segmentären Gesellschaft
Als Alternative gilt die These der segmentären Gesellschaft. Sie wurde vor allem von dem Ethnosoziologen Christian Sigrist in seinem Buch Regulierte Anarchie geprägt, der dabei die Theorien des Soziologen Émile Durkheim zu segmentären Gesellschaften erweitert und einer Revision unterzieht. Er vergleicht die Gesellschaft des vorstaatlichen Israel mit der sozialen Struktur afrikanischer Stämme, die während der britischen Kolonialzeit beobachtet wurde. Entscheidend für diese Gesellschaft ist das Fehlen einer zentralen Spitze. Sie sind organisiert nach Stammesverbänden, die gleichrangig nebeneinander stehen und zusammen die Gesellschaft bilden. Hierbei wirkt das Geschichtsbewusstsein entscheidend und konstitutiv. Vor allem die Bedeutung der Verwandtschaftsbeziehungen verbindet die Gesellschaften Afrikas und die des vorstaatlichen Israels auffallend. Allerdings steht die These in der Gefahr, die schriftlichen Quellen außer Acht zu lassen.

#### Fazit
So scheint eine Synthese aus mehreren Theorien, wie sie Christa Schäfer-Lichtenberger vorschlägt, plausibler. Wichtig erscheint hierbei allerdings, dass das für die vorstaatliche Zeit zu postulierende Einheitsbewusstsein Israels eine bedeutende religiöse Komponente anzunehmen ist, zentral verbunden mit einer Verpflichtung auf ein allgemein verbindliches Recht.
Ob es ein Einheitsbewusstsein, wie es vor allem der Pentateuch schildert, in so früher Zeit tatsächlich gab, muss stark bezweifelt werden. So bezeugt auch das sicherlich als eines der ältesten Teile der Bibel anzusehende, in sehr altertümlichem Hebräisch geschriebene Lied der Deborah im Buch Richter zum Teil andere und nicht die 12 Stämme umfassende Stammesnamen. Daneben werden nicht in den späteren 12 Stämmen aufgegangene Völker wie die Keniter, Edomiter und Midianiter bezüglich Verwandtschaft und Glauben als sehr nah verwandt dargestellt. Die Einheitsideologie vor allem des Pentateuch wird von Historikern daher als eine Schöpfung des 7. Jahrhunderts v. Chr. angesehen. Insbesondere nach der Zerstörung des Königreiches Israel durch die Assyrer war das vorerst vor Eroberung verschonte Königreich Judah bemüht, sich als legitimer Nachfolger aller israelitischer Stämme darzustellen. Entsprechend wurde auch eine vor mehreren Jahrhunderten bestehende feste Ordnung aller Stämme im Rahmen eines vereinten Königreiches unter Führung der Vorfahren des Königreiches Judah (David und Salomon) und des gemeinsamen Herausführens aus Ägypten durch Moses konstruiert. Soweit unumgänglich wurden anderslautende Überlieferungen des in der Vergangenheit mächtigeren Königreiches Israel angepasst, erweitert und gekürzt mitaufgenommen und dabei zum Zwecke der eigenen Legitimation neu interpretiert.
Klar kommt dies in der Stellung des Zentralheiligtums in Jerusalem zum Ausdruck, die erst unter König Josiah tatsächlich gefestigt war. Vorher wurde selbst nach Zeugnis der Bibel auch im Königreich Judah dezentral vor allem auf den Höhen geopfert. Dass noch früher Bewohner des vor allem unter den Omriden weitaus mächtigeren Königreiches Israel eine zentrale religiöse Autorität in Jerusalem anerkannten, ist überaus unwahrscheinlich. Vielmehr dürften neben den Stammes-Heiligtümern verschiedene Zentral-Heiligtümer über die Stammesgrenzen hinaus Gläubige angezogen haben, wobei neben Jahwe auch andere Götter wie Baal und Aschera verehrt und ihnen Opfer dargebracht wurden.
Der Bericht von den zwölf Stämmen wird demnach als ein ätiologischer Mythos betrachtet, wie er auch im alten Griechenland typisch war. Er diente dazu, sowohl tatsächliche Verwandtschaft wie auch konstruierte und postulierte Zusammengehörigkeit der Bevölkerung als einen gemeinsamen Ursprung der Nation zu erklären. Der Zahl Zwölf wird dabei eine magische Bedeutung zugeschrieben.

### Die „Zwölf Könige der Meerländer“
In den Inschriften von Asarhaddon und Assurbanipal wird immer wieder die Bezeichnung „zwölf Könige der Meerländer“ erwähnt. In dieser Sammelbezeichnung werden zum Beispiel die Länder Edom, Moab und Juda genannt. Die „zwölf Könige der Meerländer“ bildeten immer wieder Bündnisse, um unter anderem gegen die Oberherrschaft Assyriens zu kämpfen.

### Das Israelitische Reich
Die schriftliche Hauptquelle für die Geschichte Palästinas ist die hebräische Bibel, die in ihren wesentlichen Teilen wohl während des Babylonischen Exils in Babylonien im 6. Jahrhundert v. Chr. entstand. Eine erste bedeutende Sammlung und Redaktion der Schriften erfolgte wohl bereits im 8. Jahrhundert nach der Eroberung des Königreichs Israel durch die Assyrer. Ihre Angaben sind in der historischen Bibelkritik umstritten. Abgesehen von den internen Widersprüchen (zum Beispiel unterschiedlicher Eroberungsgeschichte im Buch Josua und im Buch der Richter) stimmen viele der heutigen umfangreichen archäologischen Erkenntnisse nicht mit den Berichten der Bibel überein. Dies bedeutet nicht, dass die Geschichten um Adam, Noah, Abraham, Moses, David und Salomon vollkommen frei erfunden wurden. Sie stellen vielmehr Interpretationen vorgefundener Verhältnisse zum Zeitpunkt der Aufstellung und Abfassung der Geschichten dar, die sich nach damaliger Ansicht so am plausibelsten ordnen und erklären ließen (und damit auch sinnstiftend wurden). So stellen insbesondere die Stammestafeln nicht wörtlich die tatsächliche Abstammung dar, sondern sie sind Ausdruck, wie stark sich die Israeliten mit anderen Völkern verwandt fühlten und warum sich zwischen einzelnen Völkern so starke Animositäten finden lassen.
Dabei wurden auch nicht mehr völlig verstandene archaische lokale Gebräuche, imposante Ruinen untergegangener Städte (zum Beispiel Jericho, Ai, Hazor), Naturphänomene (Sodom und Gomorra) und andere ursprünglich nicht verbundene Einzelgeschichten miteinander zu einem sinnstiftenden Gesamtwerk verwoben. Entsprechende Mythenbildungen sind auch aus anderen Regionen der Welt (zum Beispiel bei den Griechen und in der römischen Frühgeschichte) bekannt, wo die Historizität von Gestalten wie Herakles und Romulus heute nicht mehr angenommen wird. Dennoch sind diese Mythen zentral für Kultur und Selbstverständnis dieser Völker.
Zunehmend sind auch außerbiblische Zeugnisse (wie die 1868 entdeckte moabitische Mescha-Stele oder die 1896 aufgefundene Merenptah-Stele) verfügbar, die neben ihrer archäologischen und naturwissenschaftlichen Bedeutung die biblischen Berichte erhellen.
Die proto-israelitischen Stämme wanderten demnach in das Gebiet teilweise wahrscheinlich schon etwa 1800–1700 v. Chr. (vgl. Geschichte von Abraham, Versklavung in Ägypten und der Befreiung daraus durch Moses) ein. Josua eroberte nach dem gleichnamigen Buch der Bibel etwa um 1200 v. Chr. Teile des damals Kanaan genannten Gebietes, das damals zum Einflussgebiet Ägyptens gehörte – im Sinai und im Süden befand man sich auf ägyptischem Gebiet. Eine Flucht aus Ägypten in ägyptisch dominiertes Gebiet ergibt keinen Sinn, das „ägyptische Joch“ könnte aber eine späte, bereits unklare Erinnerung an eine vormalige Herrschaft der Ägypter in Kanaan reflektieren. Außerdem ist es denkbar, dass kleine Gruppen von Israeliten früher am Nil tätig waren (Josefslegende), zumal in der Hyksoszeit.
Ein Großteil der modernen Forschung geht heute davon aus, dass es eine Wieder-Einwanderung der Israeliten in Kanaan mit hoher Wahrscheinlichkeit nicht gegeben hat. Der biblische Bericht von Exodus und Landnahme ist nach Ansicht einiger Wissenschaftler eine literarische Fiktion. Viele der Städte, deren Einnahme die Erzählungen der Tora schildern, lagen zur fraglichen Zeit längst in Ruinen (zum Beispiel Jericho) oder existierten noch gar nicht. Der archäologische Befund belegt eher, dass die Israeliten einheimische Beduinenstämme waren, die die Schwächeperiode der in der Bronzezeit starken kananitischen Städte in der Ebene und Ägyptens um 1200 ausnutzten und nacheinander die bestehenden Siedlungen übernahmen, soweit diese nicht vorher schon verlassen worden waren.
Die Israeliten organisierten sich nach diesen – späten – Berichten als ein lockerer Zwölf-Stämmebund um ein Stammesheiligtum. In Zeiten der Gefahr waren die Stämme unter Führung eines Richters zu gegenseitiger Hilfe verpflichtet (Buch der Richter). Diese Richter waren sporadisch berufene charismatische Führergestalten. Man glaubte, dass Gott in Zeiten der Gefahr einen Menschen mit besonderen Fähigkeiten ausstattet, um dem Volk zu helfen. Ihre Macht war nicht, wie bei Stammesoberhäuptern, durch ihre Herkunft begründet, und auch nicht erblich, sondern beruhte auf ihrer persönlichen Überzeugungskraft.
Der Kampf gegen die Philister erwies sich allerdings als besonders schwierig. Diese hatten an der südlichen Mittelmeerküste einen aus fünf Stadtstaaten bestehenden Bund gegründet und fielen von dort ins Landesinnere ein. Sie waren militärisch besser organisiert und setzten bereits Eisenwaffen ein, so dass die Israeliten um 1050 v. Chr. eine schwere Niederlage erlitten. Die Bedrohung durch die Philister veranlasste nach der Bibel die israelitischen Stämme dazu, sich zu vereinigen unter einer charismatischen Führergestalt als König.

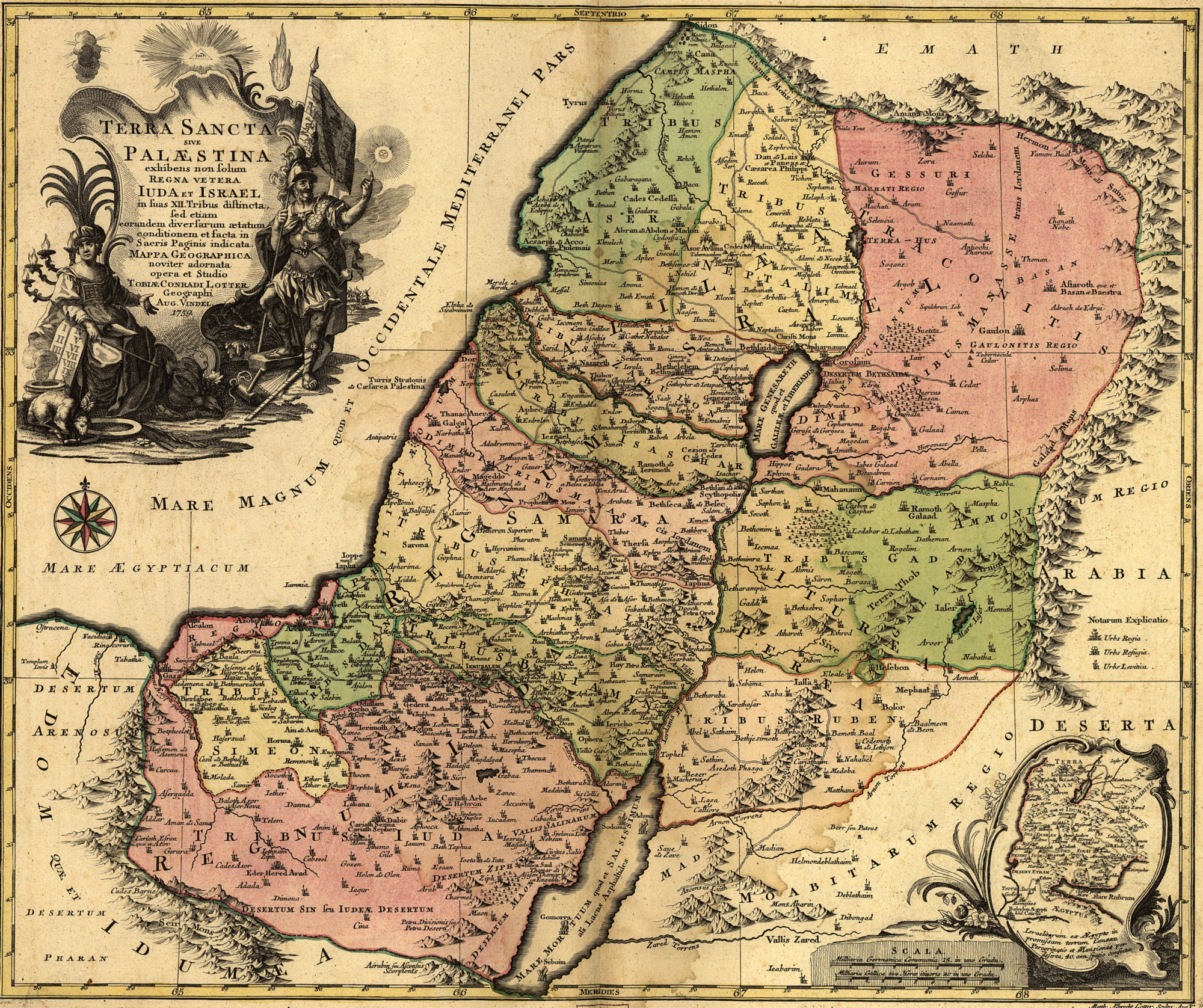
Karte von 1759: „Terra Sancta sive Palæstina“

Der erste namentlich in der Bibel erwähnte König des mythologisierten Vereinten Königreiches war Saul. Er konnte sich zeitweise gegen die Philister behaupten, letztlich aber wurde er von ihnen geschlagen. Sein Nachfolger David besiegte die Philister um 1000 v. Chr. und eroberte den Thron Sauls. Die Erstarkung Israels und die Schwäche der angrenzenden Reiche ermöglichten es David laut Angaben der Bibel, ein Großreich zu schaffen, dessen Hauptstadt er nach Jerusalem verlegte. Bei der Eroberung durch die Israeliten war Jerusalem ein altes (bereits in den Amarna-Briefen zur Zeit des Pharao Echnaton erwähntes), aber unbedeutendes Dorf mit wenigen hundert jebusitischen Einwohnern und etwa zwei Hektar Ausdehnung auf einer Kuppe südlich des heutigen Tempelberges an der Nahtstelle zwischen Juda und Israel. Zur Zeit Davids wurde Jerusalem nach Aussage der Bibel kultisches Zentrum der Juden und Aufbewahrungsort der Bundeslade. Wie sehr die Größe und Macht dieses Reiches in der späteren Überlieferung idealisiert wurde, ist Gegenstand wissenschaftlicher Diskussion: Das Reich Davids hatte – glaubt man der Bibel – etwa die vierfache Größe des heutigen Staates Israel. Nach den archäologischen Befunden dürfte es sich jedoch eher um ein kleines Stammesgebiet um das Zentrum Jerusalem gehandelt haben. Die wesentlich bedeutenderen Städte und Stadtstaaten des Nordens und an der Küste sind vermutlich niemals unter die Vorherrschaft Jerusalems gekommen. Außerbiblische Schriftquellen der Region erwähnen das vermeintlich mächtige Reich Davids nicht.
Unter der Herrschaft von Davids Sohn König Salomo genoss das Land wohl eine Zeit des Friedens und des Wohlstandes, wobei der erste Tempel in Jerusalem am Standort eines früheren jebusitischen Heiligtums errichtet worden sein soll. Nach Salomos Tod im Jahr 922 v. Chr. weigerten sich die nördlichen Stämme, den Sohn Salomos als neuen König anzuerkennen. So soll das Reich zerfallen sein. Das Königreich Israel im Norden mit dem Hauptheiligtum Sichem, das eine wesentlich glaubwürdigere Stellung als Zentralheiligtum der Israeliten als Jerusalem einnahm, da hier der größte Teil der israelitischen Bevölkerung lebte, nahm in der Folge auf Grund der politischen Schwäche der Großreiche Ägyptens und Assyriens unter der Omridendynastie einen starken Aufschwung. Juda im Süden blieb weltpolitisch hingegen offenbar so unbedeutend, dass Assyrien es später nicht einmal in der Siegesstele, die die eroberten oder tributpflichtigen Gebiete aufzählt, erwähnte und vorderhand weitgehend unbehelligt ließ.
Die Großreiche in Ägypten und Mesopotamien erstarkten in der Omridenzeit wieder und griffen nach den zwischen ihnen liegenden Stadt- und Kleinstaaten aus, die sich in den zurückliegenden Jahrhunderten einer gewissen Unabhängigkeit erfreut hatten. Vor allem Assyrien begann im ausgehenden 8. Jahrhundert, die wohlhabenden Städte Nordenkanaans anzugreifen, und besiegte das Nordreich Israel nach 200 Jahren Blüte 722/721 v. Chr. Große Teile der Bevölkerung wurden am Euphrat und statt ihrer Bevölkerungsgruppen aus anderen Teilen des Assyrerreiches in Israel angesiedelt – eine im assyrischen Reich übliche Praxis zur Befriedung eroberter Gebiete. Die Bevölkerung nannte man von nun an nach der Hauptstadt Samaria Samaritaner.
Durch Zuwanderung aus dem eroberten Israel verzeichnete Jerusalem im Königreich Juda in der Folgezeit erstmals ein stärkeres Wachstum. Als die Macht der Assyrer schwand, war die Chance gekommen, von Jerusalem aus unter der ideologischen Führung der Jahwe-Priesterschaft und von König Josia Land und Bevölkerung zu einen. Eine gemeinsame, identitätsstiftende israelitische Vergangenheit wurde konstruiert, die die ideologische Grundlage eines gefestigten Staatswesens sein sollte. In dieser Zeit erfuhren die Quellschriften der Bibel eine erste umfassende, vor allem diesem Ziel dienende Redaktion. Die alten Geschichten und Bücher wurden zusammengetragen und zu einer Nationalgeschichte kompiliert. Doch die Bemühungen, die Unabhängigkeit Judas zu sichern, scheiterten durch den Aufstieg des Stadtstaates Babylon zur expandierenden mesopotamischen Großmacht.
Juda wurde 586 v. Chr. von den Babyloniern unter König Nebukadnezar II. besiegt, die Hauptstadt Jerusalem zerstört und die Bevölkerung (insbesondere die Oberschicht) nach Babylon umgesiedelt. Diese Vorgänge sind in der Bibel als babylonischen Exil beschrieben. Im Exil konnten die Judäer ihre nationale und religiöse Identität bewahren, und in der biblischen Darstellung werden sie dazu aufgerufen, die mächtige Stadt Babel und ihre Gesetze zu achten und zu ihrem Gedeihen beizutragen.
Als Kyros der Große von Persien Babylonien 539 v. Chr. eroberte, erlaubte er den Exulanten, nach Juda zurückzukehren, und gewährte ihnen dort eine gewisse Autonomie innerhalb des persischen Staatsverbands. Die Tora (in ihrer damaligen, aus heutiger Sicht nicht rekonstruierbaren Form) wurde als innerjüdisches Gesetzbuch anerkannt. Die Juden als Nachfahren des Königreiches Juda bauten die Stadtmauern der Davidsstadt wieder auf; auch ein zentrales Heiligtum wurde errichtet. Doch distanzierten sich die Rückkehrer von der während ihres Exils im Lande verbliebenen Bevölkerung; hier sehen manche Wissenschaftler den Beginn des samaritanischen Schismas, d. h. der Lösung der Samaritaner als eigenständige Religionsgruppe aus dem Judentum. Auch diese sehen sich seither als legitime Nachfahren der Israeliten und berufen sich auf den Samaritanischen Pentateuch, während alle anderen kanonischen Schriften der jüdischen Bibel mit ihrer zum Teil jerusalemzentrierten Polemik gegen das Nordreich Israel in vorexilischer Zeit (wie etwa 1. und 2. Buch der Chronik) und zum Teil auch gegen die Samaritaner selbst (insbesondere die Bücher Esra und Nehemia) nicht als göttlich inspiriert anerkannt und somit nicht Teil der samaritanischen heiligen Schrift wurden.

### Hellenistische Herrschaft
Im Jahr 332 v. Chr. nahm Alexander der Große die Region in Besitz, ohne auf nennenswerten Widerstand zu stoßen. Er ließ die Eroberung von Generälen zu Ende bringen, die auch die Grundlage für die hellenistische Herrschaft schufen. Nach dem Tode Alexanders (323 v. Chr.) wurde das Land Schauplatz von Auseinandersetzungen der Diadochenkriege und wechselte mehrfach den Besitzer. 301 fiel es Ptolemaios I. von Ägypten zu und blieb bis 200 v. Chr. unter ptolemäischer Herrschaft, allerdings nicht unangefochten. Die Seleukiden, eine andere makedonische Dynastie, erhob ebenfalls Ansprüche.
Eine Auswirkung der hellenistischen Herrschaft war die Veränderung der ethnischen Zusammensetzung der Bevölkerung. Bis zur Eroberung des Landes lebten in der Region Judäer, Phönizier, Samariter, Edomiter und Nabatäer in ihren angestammten Gebieten. Das Landesinnere war vorwiegend von den Judäern und Samaritanern bewohnt, die nördliche Küstenebene von Phöniziern, der Süden von Nabatäern, die die Edomiter etwas nach Norden abgedrängt hatten. Dazu kamen nun (vor allem makedonische) Griechen, die sich hier ansiedelten.
Die hellenistische Kultur beeinflusste besonders das Leben in den Städten, die sich strukturell der griechischen Polis anglichen. Am stärksten passten sich die Phönizier an. Die Orte im Landesinneren behielten dagegen weitestgehend ihren semitischen Charakter. Obwohl die ptolemäische Besatzungsmacht hohe Steuern erhob, fand eine zügellose Ausbeutung oder Versklavung der Einheimischen nicht statt.
Die Region profitierte in dieser Zeit von der wirtschaftlichen Blüte, die das Ptolemäerreich gerade erlebte. Die Handelsbeziehungen dehnten sich aus und in die Landwirtschaft wurden neue Methoden eingeführt.
Im 2. Jahrhundert v. Chr. revoltierten die Juden jedoch unter Führung der Makkabäer gegen das Seleukidenreich. Sie errichteten zwischen 141 und 63 v. Chr. einen unabhängigen jüdischen Staat, bis das Land von Gnaeus Pompeius Magnus für Rom erobert und zu einem römischen Klientelkönigtum wurde, in dem jüdische Herrscher als Verbündete Roms regierten.

### Römische Herrschaft
Der jüdische Aufstand wurde in den Jahren 66 bis 73 n. Chr. unter dem Befehl des späteren Kaisers Titus niedergeschlagen. Dabei wurde der Jerusalemer Tempel im Jahre 70 n. Chr. zerstört, und für den Großteil der Juden begann die Jüdische Diaspora. Zehntausende Juden wurden entlang der Straßen von Jerusalem gekreuzigt und die Wälder der Stadtumgebung abgeholzt. Auch nach dem gescheiterten Bar-Kochba-Aufstand von 132 bis 135 n. Chr. wurden viele Juden getötet oder von den siegreichen Römern als Sklaven verkauft. Judäa wurde von den Römern in Syria Palaestina umbenannt, um die Erinnerung an Palästina als jüdisches Königreich und Heimat der Juden auch im Namen der Region zu tilgen.

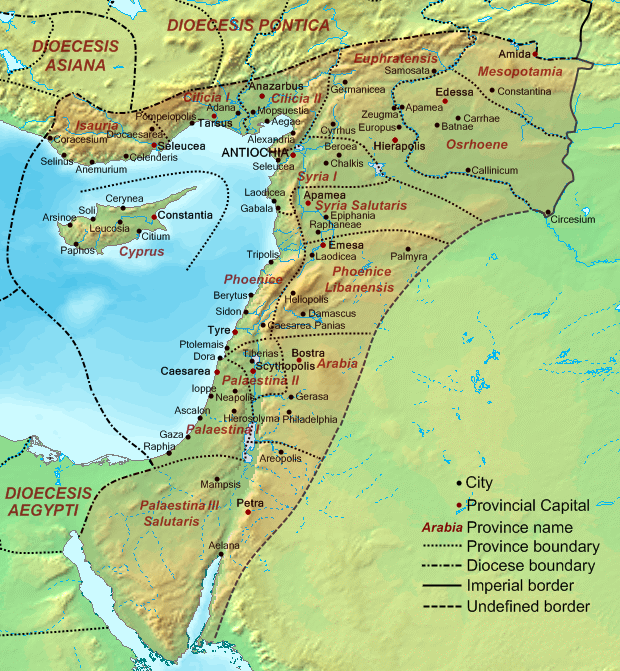
Dioecesis Orientis um 400

Palästina erlangte neue Bedeutung, als der römische Kaiser Konstantin der Große das Christentum 313 zur religio licita (= gleichberechtigten Religion) erklärte. Seine Mutter Helena besuchte Jerusalem und Palästina; das Heilige Land der Christen, wurde gefördert, je mehr die Christianisierung des Römischen Reiches voranschritt. Da Palästina von der Reichsteilung von 395 an zum Oströmischen Reich gehörte, war es vom Untergang des Weströmischen Reiches im 5. Jahrhundert nicht betroffen. Die Spätantike war für Palästina insgesamt eine Art „Goldenes Zeitalter“, geprägt durch Wohlstand, Sicherheit und eine kulturelle Blüte. Allerdings kam es 529 zu einem großen Aufstand in Samaria, den Kaiser Justinian I. blutig niederschlagen ließ. Der größte Teil der Bevölkerung war um diese Zeit bereits christianisiert. Die oströmische Herrschaft wurde durch die Okkupation der persischen Sassaniden (614–629) unterbrochen und endete endgültig, als muslimische Araber in Palästina einfielen und 638 Jerusalem eroberten.

### Muslimische Herrschaft
Im Jahr 638 wurde Jerusalem von der Armee des zweiten Kalifen ʿUmar ibn al-Chattāb erobert. 691 errichteten die Muslime auf dem Tempelberg den Felsendom. Seit dieser Zeit gibt es neben einer jüdischen und einer christlichen auch eine muslimische Präsenz in Palästina.
Die Islamisierung und Arabisierung wurde durch die Behandlung der Nichtmuslime als Dhimma begünstigt. Es dauerte mehr als 100 Jahre, bis die Mehrheit der Bevölkerung zum Islam konvertiert und das Griechische als Verkehrssprache verdrängt war.
Die Region profitierte nun vom Handel des Reiches und von seiner religiösen Bedeutung während der ersten Kalifendynastie der Umayyaden von Damaskus, unter denen die arabischen Eroberungen ihren Höhepunkt erreichten. Nachdem die Abbasiden im Jahr 762 Bagdad zum politischen Zentrum gewählt hatten, nahm die Bedeutung Palästinas ab. Das Gebiet war wiederholt Schauplatz von Kämpfen und wurde von Seldschuken, Fatimiden (siehe Kalifat) und europäischen Kreuzfahrern beherrscht. Palästina profitierte jedoch auch von den Errungenschaften der muslimischen Welt, als diese ihr Goldenes Zeitalter der Wissenschaft, Kunst, Philosophie und Literatur erlebte.

### Zeit der Kreuzzüge und mamlukische Herrschaft
Mit dem Beginn der Kreuzzüge am Ende des 11. Jahrhunderts wurden in Palästina vier christliche Kreuzfahrerstaaten errichtet, darunter im Jahr 1099 das Königreich Jerusalem unter Balduin von Flandern, der den Felsendom in ein christliches Heiligtum umwidmete und in der al-Aqsa-Moschee residierte. Der kurdischstämmige Ayyubiden-Sultan Saladin besiegte im Jahr 1187 in der Schlacht bei Hattin ein Heer der Kreuzfahrer, besetzte Palästina und eroberte Jerusalem. Kirchen und Tempel wurden zum großen Teil in Moscheen umgewandelt, zu denen Christen und Juden allerdings Zutritt hatten. Die Folgezeit sah jedoch auch eine Abfolge von Friedens- und Stillhalteabkommen, die allerdings wiederholt – meist von christlicher Seite –, gebrochen wurden. Bestandteil einer solchen Abmachung war die Überlassung Jerusalems an die Kreuzritter durch Malik Al-Kâmil im Jahr 1229.
Die Kreuzritter zogen sich in das nördliche Palästina um Akkon zurück, das nach der Belagerung von Akkon (1291) als letzter christlicher Stützpunkt in Palästina verloren ging. In der Folgezeit beherrschten mamlukische Dynastien Palästina. Die Erfahrung der christlichen Eroberung hinterließ ein tiefes Trauma bei der arabischen Bevölkerung. Um nicht erneut die Beute fremder Invasoren zu werden, unterband die politische Elite den Bau neuer Häfen und Wehranlagen und beseitigte bestehende Bauten.
Die Mamluken zerstörten die von den Kreuzrittern in Syrien und Palästina gegründeten Staaten endgültig, erst als Elitecorps der Ayyubiden, dann als Herrscher über die ganze Region, nachdem sie unter Baibars die Macht selbst übernommen hatten. In dieser Zeit diente ihnen die als Palästina gedachte Region vor allem als Durchzugsgebiet zwischen ihren zwei wichtigsten Städten, Kairo und Damaskus.

### Osmanische Herrschaft

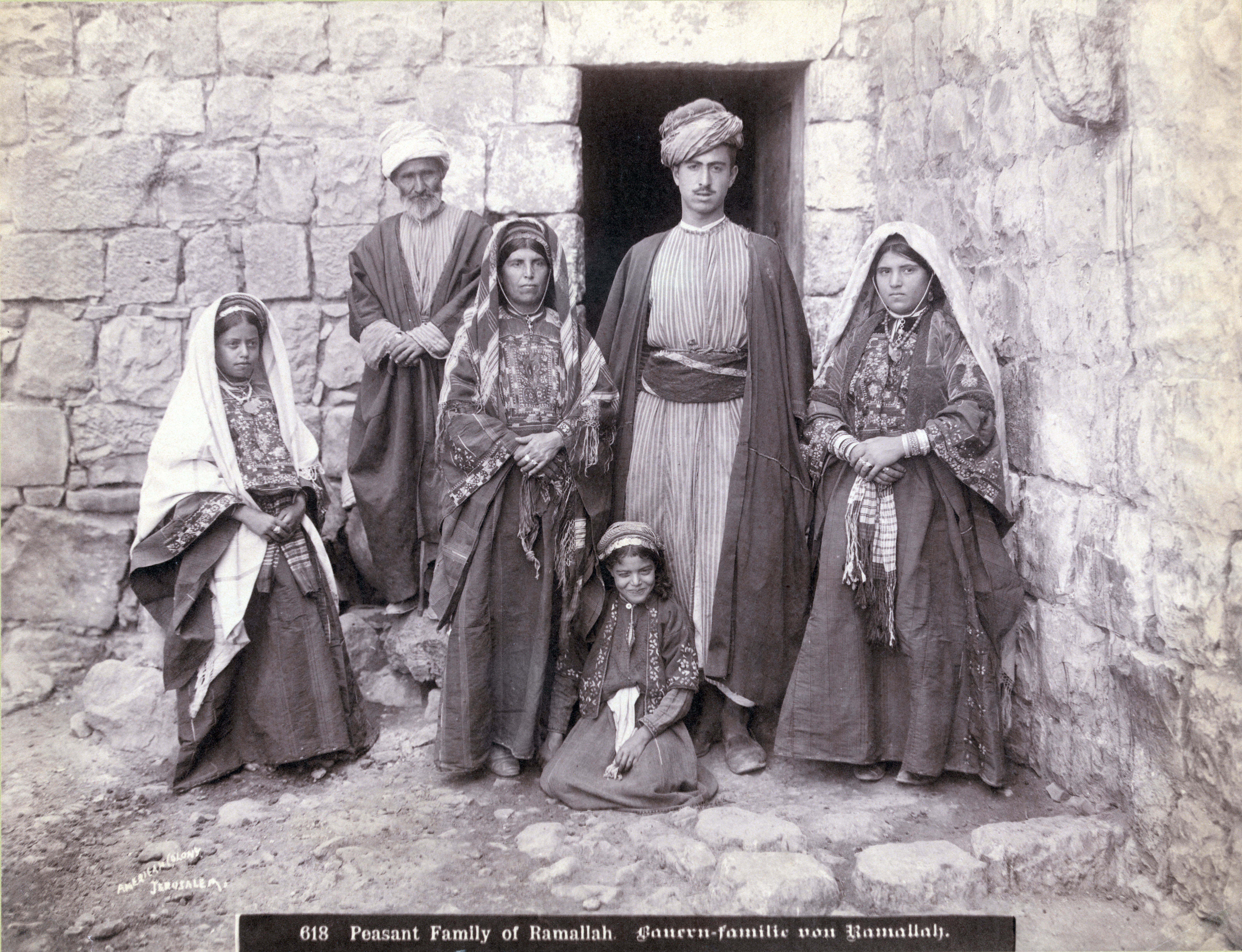
Familie in Ramallah um 1900

Im Osmanisch-Mamlukischen Krieg (1516–1517) eroberte das Osmanische Reich die Levante (asch-Scham) und Ägypten und gliederte sich beide für 400 Jahre ein. 1517 fiel auch das Kalifat an die Osmanen; sie stellten damit weltliches wie religiöses Oberhaupt. Den christlichen und jüdischen Gemeinden wurde ein großes Maß an Autonomie zugebilligt. Das Land war in verschiedene osmanische Bezirke unterteilt, das Eyâlet Ägypten und das groß geschnittene Eyâlet asch-Scham (Sitz Damaskus). Asch-Scham umfasste im Westen, was später als Libanon, im Südwesten, was als Palästina, im Südosten, was als Jordanien und im Norden und Nordosten, was als Syrien bekannt ist. Die Osmanen führten als nachgeordnete Verwaltungseinheit das Sandschak ein, darunter noch Nahiyas, wiederum untergliedert in Qaḍāʾs (arabisch قضاء, türkisch Kaza). Sandschaks waren kleinteiliger als die später in neuen Grenzen umrissenen besagte Territorien (Israel, Libanon, Palästina, Syrien und Jordanien/Transjordanien).
Asch-Scham erlebte im 16. Jahrhundert Palästina eine erneute Blüte bis zum Abstieg des Osmanischen Reiches im 17. Jahrhundert. Während dieser Zeit war Palästina nur relativ dünn bevölkert. Joseph Nasi, ein Berater des osmanischen Sultan Süleyman des Prächtigen setzte sich dafür ein, die Gegend um Tiberias ab 1561 mit europäischen Juden neu zu besiedeln; doch das Projekt gestaltete sich aus ökonomischen Gründen schwierig und scheiterte im Zuge der Türkenkriege vollständig.
Im 17. Jahrhundert gliederte die Hohe Pforte Teile asch-Schams in eigene Eyâlets aus, im Gebiet des späteren Palästinas betraf diese den Süden nicht, der blieb bei asch-Scham, aber die Jesreelebene, Galiläa und das Karmelgebirge gingen ans Eyâlet Sidon. In diesen Teilen zwischen Tiberias, Haifa, Südlibanon und Akkon, errichtete mit Sitz in letzterem der autonomistische Ẓahir al-ʿUmar az-Zaidani zwischen 1730 und 1775 eine regionale Herrschaft von bemerkenswert entwickelter Wirtschaft, die die Hohe Pforte gewaltsam beendete. Seuchen, Napoleons Orientfeldzug (Ägyptische Expedition 1798–1801), folgend die ägyptische Besetzung der Levante unter Muhammad Ali Pascha, Wālī und Begründer des modernen Ägyptens, beginnend mit dem Ersten (1831–1833) und endend mit dem Zweiten Ägyptisch-Osmanischen Krieg (1839–1841, Orientkrise), dazwischen noch das Erdbeben in Galiläa von 1837, richteten das Eyâlet Sidon zu Grunde.
Das im christlichen Pilgerwesen Europas und in dortiger Forschung als Palästina aufgefasste Gebiet bewohnten zu Beginn des 19. Jahrhunderts zwischen 275.000 und 300.000 Menschen. 90 % von ihnen waren muslimische Araber, 7000 bis 10.000 Juden des Alten Jischuvs, 20.000 bis 30.000 arabische Christen und eine unbekannte Zahl von Drusen. Die Zahlen sind unsicher, weil osmanische Erhebungen wenig verlässlich sind. Es folgten die Reformen des Tanzimat (1839–1876), die den osmanischen Niedergang vorübergehend aufhielten. 1858 trat eine Bodenrechtsreform in Kraft, welche die Besitzverhältnisse zu Gunsten städtischer Eliten und ab 1867 zugunsten kaufbereiter Ausländer veränderte. 1856 schlug die Hohe Pforte das Sandschak Balqa mit Sitz in Nablus dem osmanisch-libanesischen Eyâlet Sidon zu – 1864 bis 1888 kurz noch einmal dem Vilâyet asch-Scham unterstellt –, bevor es dann beim Vilâyet Beirut blieb. 1859 wurde das Widerstandszentrum gegen die osmanische Zentralmacht in Nablus entmachtet. Die Strafexpedition gegen die Abdel Hadi wurde von den Familien Tuqan und Jarrar unterstützt. Zugleich begann die Nahda, und mit ihr die „arabische Renaissance“. Ab 1862 wurde die Frage des Militärdienstes zunehmend politisch. Tausende palästinensische Soldaten starben im russisch-osmanischen Krieg 1877–1878. Mit den Wahlen der Ersten Verfassungsperiode ab 1876 hatten sechs Abgeordnete Palästina im osmanischen Parlament vertreten, doch mit Kriegsende beendete Abdülhamid II. die Verfassung. 1877 folgte das Gesetz über die Gemeindeordnung.
Der südlich anschließende Sandschak Jerusalem (das historische Philistäa, Judäa und den nördlichen Negev umfassend) war in der osmanischen Zeit Teil des osmanisch-syrischen asch-Scham mit Sitz in Damaskus, bis die Hohe Pforte sich den Sandschak 1841 und wieder 1854 temporär direkt unterstellte, in Folge des auflebenden europäischen Einsatzes (Verlegung der Sitze christlicher Patriarchate nach Jerusalem, Eröffnung europäischer Konsulate, Errichtung christlich-karitativer Institutionen, neuer Kirchen und Bibelforschungseinrichtungen) und kirchlicher Einflussnahme 1872 als Mutesarriflik Jerusalem nach Jahrhunderten dem syrischen Damaskus entzog und direkt der Pforte zuordnete. Der britische Generalkonsul Noel Temple Moore kabelte nach London, die Hohe Pforte habe das Mutesarriflik Jerusalem mit den Sandschaks Akkon und Balqa zum Kudüs-i Şerif Eyâletı vereint, doch als der eingesetzte neue Wālī von Jerusalem, Mustafa Süreyya Paşa, schließlich nach etwa zwei Monaten 1872 in der Heiligen Stadt eintraf, fand er das Telegramm vor, dass es das Kudüs-i Şerif Eyâletı doch nicht geben werde, worauf er zum Wālī des Vilâyets Aydın ernannt wurde.
Eigens für das Gebiet des Mutesarrifliks vergaben die osmanischen Behörden Visa an Reisenden (viele Pilger, aber zunehmend auch Touristen) aus dem christlichen Ausland. Da diese oft auch das osmanisch-libanesische Nazareth und den See Genezareth besuchen wollten, ergaben sich ständig Visaprobleme. Daher gliederte die Hohe Pforte eine neue Zone mit Nazareth und See, die als Exklave dem Mutesarriflik Jerusalem zugeordnet wurde, um christlich-europäischen Reiseverkehr einer Behörde zu unterstellen. In den 1860er Jahren begann die Einwanderung „schwärmerischer“ Protestanten, meist aus Nordamerika (vor allem aus Maine, wie die Vorfahren John Steinbecks), Schweden und dem deutschsprachigen Raum (Südwesten Deutschlands, deutschsprachige Schweiz, sie bildeten die so genannten Palästinadeutschen) und gründeten sieben Siedlungen.
1881, zu Beginn der jüdischen Einwanderung, lebten 457.000 Menschen in Palästina. 400.000 waren Muslime, 13.000–20.000 Juden und 42.000 – meist griechisch-orthodoxe – Christen. Hinzu kamen einige tausend Juden, die zwar dauerhaft in Palästina lebten, aber keine osmanischen Bürger waren. Die im Lande wohnenden Juden (der Jischuv), sowohl Sephardim als auch Aschkenasim, waren meist orthodox und recht arm; sie wurden von Glaubensgenossen aus dem Ausland mit Halukka unterstützt. Siedlungszentren waren die vier Städte Jerusalem, Hebron (beide im osmanisch direkt kontrollierten Mutesarriflik Jerusalem), Safed und Tiberias (beide im osmanisch-libanischen Vilâyet Beirut). Etwa ein Drittel der Bevölkerung lebte um diese Zeit in Städten. Jerusalem zählte 30.000 Bewohner (davon waren die Hälfte Juden), Gaza 19.000 und Jaffa 10.000. Im Süden des Vilâyets Beirut, den die Briten 1920 an Palästina geben würden hatten Haifa 6000 und Akkon 2000 Einwohner. Nablus wurde für seine Nabulsi-Seife bekannt.
In den 1880er Jahren begann der französische Baron Edmond de Rothschild sich für den aufkommenden Zionismus einzusetzen. 1882 erwarb er Grundstücke in der Scharonebene und der Philistäischen Küstenebene förderte die Gründung Sichron Jaʿaqovs und Rischon LeZion. 1889 übergab er 25.000 Hektar Agrarlandes samt sich darauf befindlicher Ansiedlungen an die Jewish Colonisation Association. Zudem ermöglichte er russischen Juden, dem dortigen Antisemitismus und zahlreichen Pogromen nach Eretz Israel (Palästina) zu entkommen. Rothschild ließ dort Weinbaugebiete anlegen. Im Jahre 1882 wurden das Mutesarriflik Jerusalem (nordwestlicher Grenzabschnitt) und das osmanisch-syrische Sandschak Maʿan (südlicher Abschnitt) Anlieger der internationalen Landgrenze zur ägyptischen Halbinsel Sinai, da nach dem Anglo-Ägyptischen Krieg das bislang osmanische Khedivat Ägypten der osmanischen Herrschaft entglitt. Die Hohe Pforte konnte das nicht annehmen.
Im Jahre 1897 berief Theodor Herzl den ersten Zionistenkongress in Basel ein und begründete den politischen Zionismus. Seit der zweiten Alija erhielt die Idee des Zionismus vermehrt politische Bedeutung. Im religiösen und historischen Bewusstsein der Juden (und abgeschwächter Weise im Bewusstsein des Abendlands) war Israel immer das Heilige Land geblieben, das mit der Bibel und der Geschichte des jüdischen Volkes verbunden ist. Christliche Kreise Europas und Amerikas, christliche Pilger wie Forscher, bezeichneten das Land ihres Interesses als Palästina, abgeleitet von der römischen Neuschöpfung des Provinznamens Syria Palaestina (deutsch philistäisches Syrien), den die siegreichen Römer nach Niederschlagung des jüdischen Bar-Kochba-Aufstandes gegen ihre Herrschaft in Judäa im Jahre 135 neu prägten, um ihre aufständische Provinz Iudaea und deren Namen als Herkunftsregion der Juden aus dem Gedächtnis der Menschheit zu tilgen (Damnatio memoriae). Bemerkenswert ist, dass Christen den Gegenstand ihres Glaubens, Interesses und Forschens, das Land, wo Jesus lebte und wirkte, mit dem neugeschöpften Namen der heidnischen Römer, Palästina, belegen, oder womöglich ist es gerade bezeichnend, wo Jesu Heimat doch Judäa war und zu seinen Lebzeiten niemand ahnen konnten, dass 100 Jahre nach seinem Tode siegreiche Römer den Namen seiner Heimat einmal auszumerzen versuchen würden.
Führende Zionisten waren sich der Problematik bewusst, dass die Bedürfnisse der arabisch-nichtjüdischen Bevölkerung in der jüdischen Migration kaum eine Rolle spielten. Daher strebten sie neben einer internationalen Legitimation auch eine Einigung mit den Arabern an. Die Region stand schon zu dieser Zeit, in der noch koloniale Denkweisen herrschten, im geopolitischen und strategischen Interesse der Großmächte. Im 19. Jahrhundert engagierten sich europäische Staaten auf der Suche nach Rohstoffen und neuen Absatzmärkten im Nahen Osten.
Nach Angaben der Jewish Colonisation Association für das Jahr 1903 lebten im Jahre 1898 in Palästina 5200 Juden in landwirtschaftlichen Musterdörfern. Zu Beginn des 20. Jahrhunderts besaßen viele arabische Landbewohner nicht mehr ihren eigenen Grund, sondern bestellten ihn als Pächter. Beinahe alle Großgrundbesitzer (Effendis) waren Stadtpatrizier, einige lebten in den zuständigen Eyâletssitzen wie Beirut oder Damaskus, andere auch im Ausland wie Paris. Die Hohe Pforte, die den Verlust Ägyptens an die britischen Imperialsphäre nicht verwunden hatte, begann in der Wüste entlang der nicht festgelegten Grenze zwischen ägyptischem Sinai einerseits und andererseits osmanischem Sandschak Maʿan und Mutesarriflik Jerusalem Provokationen, die fast in einen Krieg führten, bevor beide Seiten im Oktober 1906 den noch heute im Wesentlichen bestehenden Grenzverlauf fixierten.:32

Altneuland (1904, Heft 11, S. 339), jüdische Einwohnerzahl landwirtschaftlicher Siedlungen im Jahre 1898

Zwischen 1904 und 1914 erfolgte die zweite Alijah. 1909 wurde mit Tel Aviv, einem Vorort von Jaffa, „die erste jüdische Stadt“ der Moderne gegründet. Vor Ausbruch des Ersten Weltkrieges war die Region in drei osmanische Verwaltungseinheiten aufgeteilt: Im Zentrum und Westen lag das Mutesarriflik Jerusalem, direkt der Hohen Pforte unterstellt, die beiden osmanisch-libanesischen Sandschaks Balqa (Sitz: Nablus) und Akkon umfassten das historische Samarien, die mittlere und nördliche Scharonebene und den nördlichen Jordangraben und alles nördlich davon. Der mittlere und südliche Negev gehörten zum osmanisch-syrischen Sandschak Maʿan (sein transjordanischer Teil bildet heute das Gouvernement Maʿan Jordaniens).

### Erster Weltkrieg und Besatzungszeit
Der osmanische Versuch im Ersten Weltkrieg auf Seiten der Mittelmächte, den Suezkanal zu blockieren, um so die Verbindungen zwischen den Teilen des Britischen Imperiums auf weite Umwege zu zwingen und im Falle eines Sieges das bis 1882 osmanische Chedivat Ägypten dem britischen Einfluss wieder zu entreißen, endete schließlich mit der Niederlage und Auflösung des Osmanischen Reiches. Den osmanisch eröffneten Sinaifeldzug trieben siegreiche Gegenvorstöße der Egyptian Expeditionary Force (EEF) der Triple Entente vom ägyptischen Sinai immer weiter nordostwärts über die osmanische Grenze ins Mutesarriflik Jerusalem, das westliche Pilger, Theologen, Historiker und Geographen als Teil Palästinas ansahen, weshalb die Militärberichte von Palästinafront sprechen.
Das Großbritannien ging von der bisherigen Politik ab, das Osmanische Reich gegen russische Expansionsversuche zu stützen. Die Hussein-McMahon-Korrespondenz, ein Briefwechsel von 1915/1916 zwischen dem Haschimiten Hussein ibn Ali und dem britischen Hochkommissar in Ägypten, Henry McMahon, hatte nationale arabische Ambitionen im Nahen Osten sowie das britische Bestreben, eine arabische Revolte gegen die osmanische Herrschaft anzufachen, zum Inhalt. McMahons Aussagen wurden von den Arabern als Zusage für eine arabische Unabhängigkeit gewertet.
Im geheimen Sykes-Picot-Abkommen vereinbarten Briten und Franzosen 1916 die Aufteilung des Osmanischen Reichs in Interessensphären, das 1918 die Bolschewiki publik machten. Die britisch-französische Aufteilung sah drei Besatzungszonen vor. Die Arabische Halbinsel wollten die Entente-Mächte nicht besetzen, sondern den Haschimiten, nachdem sie mit ihrer Arabischen Revolte die osmanische Herrschaft geschwächt hatten, für ihre arabischen Unabhängigkeitsbestrebungen überlassen, wie sie erhofft hatten.
Bis Ende 1917 eroberte die EEF das Mutesarriflik Jerusalem, dann drangen die Entente-Streitkräfte nordwärts ins libanesische Vilâyet Beirut vor. Mit den Schlachten in der Scharonebene,:83 um Nablus und bei Megiddo vom 19. bis 25. September 1918 schoben die Entente-Streitkräfte die Palästinafront bis Nazareth und Haifa (beide Sandschak Akkon) wie Dschenin und Nablus (beide Sandschak Balqa) vor. Die Streitkräfte der Mittelmächte (osmanische Armee, deutsches Asienkorps und Österreich-Ungarns Truppen in Palästina) waren gezwungen sich per Bahnstrecke Haifa–Darʿā ins osmanische Vilâyet Syrien gen Damaskus zurückzuziehen. Doch im Rahmen der antiosmanischen, von der Entente unterstützten Arabischen Revolte griffen arabische Kämpfer des Scherifen von Mekka zur gleichen Zeit die Verkehrswege um Darʿā an. Das zwang Teile des Rückzugs auf Landwege über die nördliche Route des Darb al-Hawarnah.
Nach dem Waffenstillstand von Moudros vom 30. Oktober 1918 besetzten Großbritannien und Frankreich die von ihnen im Sykes-Picot-Abkommen ausgehandelten drei Besatzungszonen, die so genannten Occupied Enemy Territory Administrations (OETA), nämlich die OETA North ging an die Franzosen, die OETA East und die OETA South beide an die Briten. Letztere umfasste die vormals osmanisch-libanesischen Sandschaks Akkon und Balqa im Norden, das gesamte Mutesarriflik Jerusalem im Westen und Zentrum, sowie die osmanisch-syrischen Sandschaks Hauran und Maʿan im Osten und Süden. Der amerikanische Präsident Woodrow Wilson wollte Gebietsgewinne durch den Weltkrieg möglichst verhindern. Allerdings war man der Ansicht, man könne die Einwohner in den von den unterlegenen Mittelmächten abgetrennten Gebieten nicht sich selbst regieren lassen. Der südafrikanische Premier Jan Christiaan Smuts schlug vor, in diesen Gebieten jeweils ein Mandat (Völkerrecht) einzurichten. Palästina gehörte wie Syrien in die Kategorie A, das heißt: Die Völker wurden als relativ entwickelt eingestuft, müssten aber von fortgeschrittenen Nationen geführt werden. Unabhängigkeit war mittelfristiges Ziel.
Am 25. April 1920 sprachen sich die verbliebenen Mächte der Triple Entente auf der Konferenz von San Remo die OETAs als künftige Mandate zu. Die Briten überführten damit die Besatzungszone OETA South in das zivil verwaltete Gebiet, das sie als Kolonialmacht der christlichen Palästinatradition folgend als Palästina bezeichnete. Der Völkerbund legitimierte den Beschluss von San Remo und erteilte Frankreich 1922 für die OETA North das Völkerbundmandat für Syrien und Libanon (ab 1943 Libanon und Syrien), Großbritannien für die OETA East das Völkerbundsmandat für Mesopotamien (ab 1932 Irak) sowie für die OETA South das Völkerbundsmandat für Palästina (ab 1946 Transjordanien, ab 1948 Israel und Jordanien). Da zwar die Arabische Halbinsel unabhängig geworden war, nicht aber der Libanon, Palästina, Syrien und das Zweistromland, fühlten manche Araber sich verraten.

### Britisches Mandat

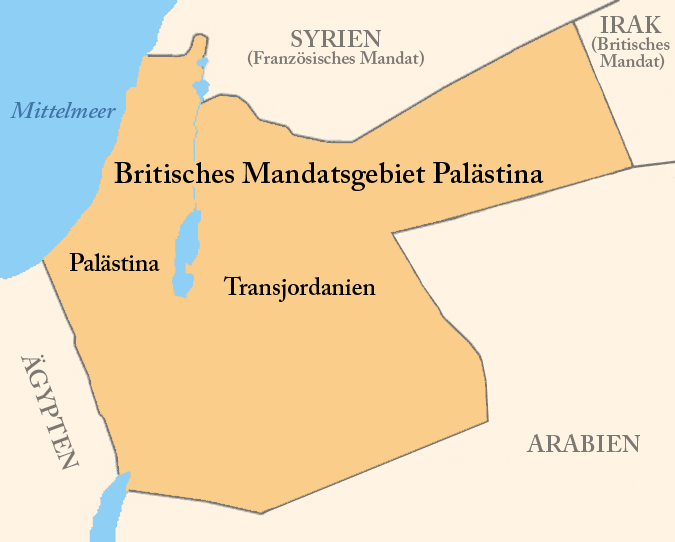
Britisches Mandat Palästina, 1920–1923 (einschließlich Transjordaniens)

Zu den Mandatsbedingungen gehörte, dass die Briten die Verwirklichung der Balfour-Deklaration ermöglichen sollten, in der sie am 2. November 1917 die „Gründung einer nationalen Heimstätte für das jüdische Volk“ versprochen hatten, deren Grenzen jedoch nicht bestimmt waren und die als Quasi-Rechtsgrundlage des zionistischen Plans einer jüdischen Staatsgründung galt. Hierzu wurde die Mandatsmacht aufgefordert, die jüdische Einwanderung zu ermöglichen, die jüdischen Einwanderer geschlossen anzusiedeln und hierfür auch das ehemalige osmanische Staatsland zu verwenden. Es sollte dabei ausdrücklich dafür Sorge getragen werden, dass „nichts getan werden soll, was die bürgerlichen und die religiösen Rechte bestehender nichtjüdischer Gemeinschaften in Palästina oder die Rechte und die politische Stellung, deren sich die Juden in irgendeinem anderen Lande erfreuen, präjudizieren könnte“. Zugleich mit den Zusicherungen an die jüdische Bevölkerung bestimmte das Mandat die die Rechte der ansässigen Araber zu wahren und zu schützen und auf die Unabhängigkeit vorzubereiten.

#### Arabischer Nationalismus
Das auf der Arabischen Halbinsel eingehaltene Versprechen der arabischen Unabhängigkeit genügte den Nationalisten nicht, der bisher anti-osmanischen arabischen Nationalismus wandte sich nun gegen die Mandatsmächte und hin zu Zielen des Panarabismus und Großsyrianismus. Allerdings verwahrten sich die arabischen Machthaber auf der Arabischen Halbinsel einer Vereinnahmung durch die Levantiner. Im Zusammenhang mit der Balfour-Deklaration nahm die Anzahl jüdischer Einwanderer zu. Diese wurden von den Arabern als Helfer der neuen Kolonisatoren aufgefasst.
Das Ziel der arabischen Bevölkerungsmehrheit war ein arabischer Staat im gesamten Gebiet mit eingeschränkter oder unterbundener jüdischer Einwanderung. In diesem Staat sollten Juden allenfalls eingeschränkte Rechte als Dhimma genießen. Den Landeigentümern sollte verboten werden, ihr Land an Juden zu verkaufen.

#### Unruhen 1920 und 1921
Im April 1920 und Mai 1921 kam es zu ersten arabischen Ausschreitungen gegen jüdische Einwanderer in Palästina und zu Unruhen, die von britischen Truppen blutig niedergeschlagen wurden. Am 1. Mai 1919 verkündete Generalleutnant Sir Louis Bols in Nablus die Übergabe der Militärverwaltung an eine zivile Verwaltung. Dies klang nicht nach der den Arabern versprochenen Unabhängigkeit. Auch Gerüchte einer internationalen Konferenz, bei der über eine Aufteilung der von den Alliierten besetzten Gebiete geredet werden sollte, schürten bei den Arabern die Angst, getäuscht zu werden. Am 27. Februar und am 8. März 1920 kam es zu antibritischen und antijüdischen Demonstrationen. Einige Polizisten warnten vor einem arabischen Aufstand. Nach den Nabi-Musa-Unruhen (4. bis 7. April 1920) demonstrierten jüdische Immigranten in Jerusalem für die Erlaubnis, angesichts der angespannten Situation die jüdischen Siedlungen selbst verteidigen zu dürfen.
Unter Führung des später als „Großmufti von Jerusalem“ bekannten Mohammed Amin al-Husseini rotteten sich Mengen der Pilger des Nabi-Musa-Festes zusammen. Es kam zu antijüdischen Unruhen, in deren Verlauf vier Araber und fünf Juden getötet und 22 schwer verletzt wurden. Al-Husseini wurde in diesem Zusammenhang zu zehn Jahren Haft verurteilt. Ein Jahr später jedoch ließ der britische Hohe Kommissar Samuel ihn frei und ernannte ihn mit Billigung der neu eingerichteten britischen Zivilregierung zum „Großmufti“ von Palästina. Al-Husainī wurde allerdings nicht offiziell ernannt. Der britische Gouverneur gab ihm zu verstehen, dass die Briten nichts dagegen unternähmen, wenn er sich an den Schreibtisch seines kurz zuvor gestorbenen Halbbruders setzen werde; dieser war der Einzige, der jemals offiziell den Titel Großmufti erhalten hatte.

#### Teilung Palästinas 1922–1923
Im Juni 1922, noch vor Inkrafttreten des Mandats, trennten die Briten den größten, östlich des Jordangrabens gelegenen, aber kaum besiedelten Teil Palästinas ab, um einen weiteren arabischen Staat zu schaffen. Das Gebiet (von Jerusalem blickend) jenseits des Jordans bekam den Landesnamen Transjordanien und die Briten übertrugen ihm das vormals osmanisch-syrische Sandschak Hauran komplett und den östlichen Teil des ebenso vormals osmanisch-syrischen Sandschaks Maʿan, das entlang dem Jordangraben geteilt wurde. Der östliche Teile wurde später Gouvernement Maʿan genannt. Der westliche Teil des Sandschaks Maʿan, den südlichen Negev umfassend, blieb bei Palästina.
Der Völkerbund erteilte das Mandats am 24. Juli 1922. Die genaue Ausgestaltung der Grenzen überließ der Völkerbund der Mandatsmacht Großbritannien. Die Mandatsbestimmungen sahen die Förderung jüdischer Einwanderung und Ansiedlung im Lande vor, auch die Anerkennung von Hebräisch neben Englisch und Arabisch als Amtssprachen. Die Mandatsvorgabe, die jüdische Heimstätte zu fördern, galt nach Ansicht der Briten nur für das Mandatsgebiet westlich des Jordansgraben. Das zionistische Lager, das auch auf Teile des weithin unbesiedelten Ostjordanlands für seine Heimstätte gehofft hatte, war gespalten über die Abtrennung Transjordaniens vom Mandatsgebiet. Der Zionistenkongress war bereit, sich auf das Gebiet westlich des Jordans zu beschränken, falls dafür im Gegenzug Emir Abdallah die Gründung des jüdischen Staates auf diesem Gebiet anerkannte. Eine andere Gruppe, die von Wladimir Zeev Jabotinsky repräsentiert wurde, lehnte diese Einschränkung ab und forderte weiterhin die verstärkte Besiedlung auch der Gebiete östlich des Jordans.
Transjordanien überließen die Briten den Haschimiten, Londons Verbündeten in der Arabischen Revolte. Im April 1923 erkannte Großbritannien den Haschimiten Abdallah ibn Husain I. offiziell als Emir, den legitimen Herrscher des Emirats Transjordanien an. Da die Familie Saʿud die Haschimiten in ihrem überkommenen Herrschaftsgebiet Hedschas auf der Arabischen Halbinsel 1924 vom Thron stürzten, schufen die Briten zum Ausgleich einen weiteren arabischen Staat, das Königreich Irak, wo ein weiterer haschimitischer Prinz den Thron bestieg.
1923 wurden in einem Abkommen zwischen Großbritannien und Frankreich die Golanhöhen vom britischen Mandatsgebiet Palästina abgetrennt und dem französischen Mandatsgebiet Syrien und Libanon angeschlossen, in dem es keine Förderung zionistischer Interessen gab. Kleinere Teile der nördlichen Chulaebene, wo zu osmanischer Zeit schon jüdische Ortschaften wie Hamara, Kfar Gilʿadi, Metullah und Tel Chai bestanden, kamen im Gegenzug vom französischen Mandatsgebiet ans britische.:86
Das Völkerbundsmandat sah im Unterschied zu den Mandaten für den Irak und Syrien, welche die Bildung eigenständiger Regierungen ermöglichten, für Palästina die direkte britische Herrschaft vor. Gemäß dem Vertrag von Lausanne (Artikel 27 und 30, Ratifikation am 6. August 1924) entließ die Türkei die Bewohner in den abgetretenen Gebiete des Osmanischen Reichs aus der bisherigen Staatsbürgerschaft und sie sollten ipso facto Bürger der dort inzwischen entstandenen neuen Territorien, in denen sie wohnten, werden. Bis zur vollständigen Selbständigkeit Transjordaniens im Jahre 1946 gab es in den Gebieten von Palästina und Transjordanien einheitliche Mandatsgesetze, Währung und seit 1925 die palästinensische Staatsbürgerschaft (Verordnung Palestinian Citizenship Order 1925 vom 1. August 1925).
Die Ziele der jüdischen Bevölkerungsminderheit waren eine Forcierung der Einwanderung, ein möglichst großer jüdischer Staat und – zu diesem frühen Zeitpunkt – eine Beibehaltung des britischen Mandats. Diese positive Einstellung zur britischen Mandatsmacht änderte sich in den 1930er- und 1940er-Jahren. Zwischen 1924 und 1932 kam es zur vierten Alija, von 1933 bis 1939 kam die fünfte, wodurch die jüdische Bevölkerung in Palästina stark wuchs.

#### Einwanderungspolitik
Im Jahr 1929 wurde die zionistische Jewish Agency for Israel gegründet mit dem Zweck, das jüdische Nationalheim auf der Grundlage der Mandatsverfassung zu errichten. Wie im Mandatstext vorgegeben, wollte London die jüdische Einwanderung fördern, ohne die Rechte der arabischen Bewohner zu schmälern. In erster Linie sollte dieses Ziel durch die Errichtung gut geordneter Siedlungen erreicht werden. Jüdische Ortschaften und Städte wie Tel Aviv, bereits 1909 unter osmanischer Herrschaft gegründet, entstanden neben den historischen Siedlungen der Araber. Hierbei war auch von Bedeutung, dass der Direktor des britischen Programmes zur landwirtschaftlichen Entwicklung unabhängig von der Mandatsverwaltung arbeitete und nur dem britischen Hochkommissar für Palästina und Transjordanien unterstand. Durch das fortdauernde Misstrauen zwischen dem Jischuv und der arabischen Bevölkerung sowie das mangelnde Einvernehmen blieb die Siedlungsfrage problematisch und von arabischer Gewalt gegen alteingesessene (Massaker von Hebron 1929) wie in jüngerer Zeit eingewanderte Juden geprägt. Der wehrhafte Charakter der jüdischen Siedlungsbewegung, der Kibbuzim und Moschavim zu Wehrdörfern machte, hatte hierin seinen Ursprung.

#### Arabischer Aufstand
In den folgenden Jahren kam es immer wieder zu Unruhen, die die britische Mandatsmacht stellenweise unter großen Druck setzten und Zugeständnisse an die Araber erzwang. Als es 1921 zu ersten Aufständen kam, wurde die jüdische Einwanderung erstmals minimal eingeschränkt. Als sich in den Jahren 1936–1939 ein bewaffneter arabischer Aufstand gegen die britische Mandatsherrschaft und die zionistische Landnahme richtete, wurde er blutig niedergeschlagen. Die Briten erließen im November 1937 zur Beruhigung der gesellschaftlichen Lage in Palästina rigide Aufnahmebeschränkungen für dieses Gebiet, obwohl dort den Juden in der Balfour-Deklaration prinzipiell eine „nationale Heimstätte“ zugesagt worden war. Die britische Regierung beschränkte die jüdische Einwanderung und den zionistischen Bodenerwerb. Die Problematik der eingeschränkten Einwanderung kritisierte Chaim Weizmann, Präsident des Zionistenkongresses, vor der Peel-Kommission folgendermaßen: „In diesem Teil der Welt (Europa) gibt es 6.000.000 Menschen […] für die die Welt geteilt ist in Orte, an denen sie nicht leben können, und Orte, die sie nicht betreten können.“ Die 1938 einberufene Konferenz von Évian, die das durch die nationalsozialistische Unterdrückung ausgelöste Flüchtlingsproblem lösen sollte, endete weitgehend ergebnislos, da sich außer der Dominikanischen Republik alle Teilnehmerstaaten weigerten, mehr jüdische Flüchtlinge aufzunehmen.

#### Peel- und Woodhead-Kommissionen
Im Jahre 1937 legte die britische Peel-Kommission erstmals einen Teilungsplan vor, der, gemäß der prozentualen Bevölkerungsverteilung, Galiläa und einen Küstenstreifen als jüdischen und den größeren, auch die Wüstenregionen umfassenden Rest als arabischen Teil vorsah. Dieser Vorschlag wurde von den Arabern abgelehnt. Die jüdische Seite war gespalten. Die Mehrheit, zu der auch Golda Meir gehörte, lehnte den Vorschlag ab, aber eine starke Minderheit um David Ben-Gurion sah in diesem Kleinststaat die Basis für eine spätere Expansion. Zitat: „[…] nachdem wir eine große Macht aufgebaut haben, werden wir die Teilung des Landes beseitigen und über ganz Erez Israel expandieren“ (Brief an seinen Sohn); „das Ja zur Teilung verpflichtet uns nicht zum Verzicht auf Transjordanien“ (Ben-Gurion, Memoiren Band 4, S. 151). Die Teilung des Landes wurde von der Woodhead-Kommission, die 1939 das MacDonald-Weißbuch veröffentlichte, wieder verworfen. Der Plan sah eine jüdisch-arabische Selbstregierung und die starke Einschränkung der jüdischen Einwanderung vor. Damit versuchte das Vereinigte Königreich die Araber als Bündnispartner gegen die Achsenmächte zu gewinnen. Das Weißbuch wurde von den im Lande lebenden Juden abgelehnt, da es die Auflösung der Kampfeinheiten, wie etwa der Hagana, verlangte.

#### Biltmore-Programm
Auf dem außerordentlichen Zionistischen Kongress in Biltmore am 8. Mai 1942 in New York (so benannt nach dem Biltmore Hotel) kündigte die Zionistische Weltorganisation das Bündnis mit Großbritannien auf, erklärte offen die Absicht, einen jüdischen Staat in Palästina zu gründen, und berief sich dabei auf eine Zusage des amerikanischen Präsidenten Woodrow Wilson. Sie äußerte die Hoffnung auf Befreiung der Juden in den Konzentrationslagern und Ghettos, forderte die Aufstellung jüdischer Streitkräfte unter eigener Flagge und bestritt die moralische und juristische Berechtigung des britischen Weißbuches von 1939, das den vor den Nationalsozialisten flüchtenden Juden eine Zufluchtsmöglichkeit wegnahm. Das Biltmore-Programm enthielt den Alleinanspruch der zionistischen Bewegung auf Palästina.

#### Zweiter Weltkrieg
Ende 1942 wurde der deutsche Plan der vollständigen und systematischen physischen Ausrottung der Juden (Holocaust) den Westmächten bekannt. 1943 sollte auf der Bermuda-Konferenz geklärt werden, was mit jüdischen Flüchtlingen geschehen solle. Die Briten schlossen dabei von vornherein eine Diskussion über eine mögliche Einwanderung nach Palästina aus. Im Zweiten Weltkrieg kämpften schließlich 27.500 jüdische Soldaten aus Palästina in der britischen Armee. Diese bildeten später einen wichtigen Teil der israelischen Verteidigungsstreitkräfte. Männer wie Mosche Dajan oder Jitzchak Rabin kämpften zum Beispiel gegen das vom Vichy-Regime verwaltete Syrien. Zu Kampfeinsätzen in Deutschland kam es jedoch kaum. Ben-Gurion vertrat das Konzept des Palästina-Zentrismus, das davon ausging, in Europa nicht handlungsfähig zu sein. Gleichzeitig versuchten die Juden deshalb, die illegale Einwanderung zu verstärken und somit den europäischen Juden einen Fluchtort zu geben, denn zwischen 1939 und 1944 konnten nur 15.000 legal einwandern.
Der Großmufti von Jerusalem Hadsch Mohammed Amin al-Husseini, der enge Kontakte zum Deutschen Reich pflegte und nach seiner Flucht aus Palästina (1937) im Jahre 1941 an einem pro-deutschen Putschversuch im Irak beteiligt war, hoffte während des Krieges auf einen Sieg Deutschlands. Ab 1941 lebte er als persönlicher Gast Adolf Hitlers in Deutschland und war als SS-Mann am Aufbau von bosniakischen Truppen der Waffen-SS in Bosnien beteiligt.
In den letzten Kriegsjahren versuchte Ben-Gurion die Kontakte in die USA zu verbessern, die er als neue Macht im Nahen Osten aufsteigen sah, während bei Chaim Weizmann der Fokus weiterhin auf dem Vereinigten Königreich lag.

#### Nach dem Zweiten Weltkrieg
Nach dem Ende des Zweiten Weltkrieges stellte sich die Frage nach dem zukünftigen Status Palästinas und der jüdischen Einwanderung erneut. Earl G. Harrison sollte im Auftrag Harry S. Trumans Großbritannien davon überzeugen, die Lage der Juden zu verbessern. Die Briten lehnten jedoch ab und wollten den USA das Mandat übertragen. In der Folge wurde das Anglo-American Committee of Inquiry gegründet, das vorschlug, zumindest 100.000 Juden die Einreise zu ermöglichen, das Mandat zehn weitere Jahre fortzusetzen und Verhandlungen zwischen Arabern und Juden zu beginnen. Das Komitee tagte an mehreren Orten und hörte viele Zeugen, zu denen auch Albert Einstein gehörte. Abermals machten die Briten die Entwaffnung der jüdischen Milizen, unter ihnen der Hagana, zur Voraussetzung, was abermals abgelehnt wurde. Die Folge dieser Politik war ein bewaffneter Aufstand der drei größten Gruppen Hagana, Irgun und Lechi gegen militärische Ziele der Briten. Zwischen September 1945 und Juli 1946 wurden Landebahnen, Kasernen und Eisenbahnlinien angegriffen. Die Leitung der Operationsabteilung unterstand Golda Meir. Die Hagana versuchte mit allen Mitteln die illegale Einwanderung zu verstärken, attackierte britische Radaranlagen, die den Schiffsverkehr überwachten, und befreite Flüchtlinge aus den Internierungslagern. Die Briten internierten zeitweise mehrere 10.000 Holocaust-Flüchtlinge auf Zypern. Leon Uris verarbeitete dies in seinem Roman Exodus, dessen Hauptfigur Ari Ben Canaan zumindest teilweise an Jitzchak Rabin anknüpft.
In den Jahren 1945 und 1946 häuften sich die Terroranschläge jüdischer Untergrundbewegungen auf britische Einrichtungen in Palästina. Polizeistationen und Militärcamps waren bevorzugte Objekte dieser Angriffe. Aber auch die Dörfer der Templer in Palästina waren immer wieder Ziele für Übergriffe. Die britische Verwaltung konnte diesen Zustand nicht länger dulden. Die Palestine Police plante darum zusammen mit dem britischen Militär eine Operation, die die jüdischen Gruppen schwächen sollte. Darum begann die britische Armee mit massiven Schlägen gegen die jüdischen Untergrundbewegungen. Zu diesem Zeitpunkt befanden sich 100.000 Mann der britischen Armee in Palästina. Es gab Ausgangssperren in den größeren Städten; das Gebäude der Jewish Agency wurde durchsucht und Akten beschlagnahmt. 4000 Juden, unter ihnen etwa Mosche Scharet und Jitzchak Rabin, wurden verhaftet. Golda Meir wurde als Frau verschont. Ben-Gurion hielt sich gerade in Frankreich auf. Als Antwort darauf planten die drei großen Untergrundorganisationen einen Terroranschlag auf den Südflügel des King David Hotel in Jerusalem, in dem sich das Hauptquartier des Vereinigten Königreichs befand, auch um die beschlagnahmten Akten zu vernichten. Im letzten Moment zog sich die Hagana zurück und die Irgun unter Führung des späteren Premierministers Menachem Begin führte den Anschlag alleine aus. Bei dem Anschlag kamen 91 Menschen ums Leben.
Ab Mai 1946 verfolgte Ben-Gurion eine neue Strategie, um Druck auf die USA auszuüben. Er förderte nach dem Pogrom im polnischen Kielce die Einreise von osteuropäischen Juden nach Deutschland, Österreich und Italien, damit diese in US-amerikanischen DP-Lagern unterkämen und die USA damit zum Handeln zwängen. Dies wurde als die Bricha-Bewegung bekannt. Die Hagana begann, osteuropäische Juden schon in Deutschland in Ivrit zu unterrichten. Im Lande wurden jüdische Siedlungen an strategisch wichtigen Orten eingerichtet. Beispielsweise wurden an Jom Kippur 1946 an elf Punkten im nördlichen Negev Siedlungen gegründet. Gleichzeitig begannen die Vorbereitungen für den Krieg. Man begann, militärisch nicht mehr in kleinen Einheiten wie im Widerstand gegen die Mandatsmacht zu denken. Wichtige Organisatoren der Hagana zu dieser Zeit waren Mosche Sneh, Jisrael Galili und Jaakow Dori; Chef der Operationsabteilung der Hagana war Jigael Jadin.
Es ist unter Historikern immer noch umstritten, wer oder was den Rückzug der Briten letztlich bewirkte. Es gab unbestreitbar wichtige britische Interessen in der Region. Sie lagen insbesondere in der Mittellage zu Indien begründet. Als Indien 1947 geteilt und unabhängig wurde, versuchte das Vereinigte Königreich das Mandat erst an die USA dann an den Völkerbund zurückzugeben. Ein wichtiger Punkt waren die Ölreserven der Region – eine Pipeline verlief etwa vom Irak zum wichtigen Hafen Haifas. Die Lage des Landes am Mittelmeer und in relativer Nähe zum Suezkanal war ebenfalls von strategischer Bedeutung. Der britische Generalstab sah die Region deshalb für den Fall eines Dritten Weltkrieges als unverzichtbar an. Allerdings waren sich die Briten bewusst, dass sie weder von Juden noch von Arabern im Land gewünscht waren. Das militärische Engagement war zudem sehr kostspielig, auch kam es zu erheblichen Verlusten an Menschenleben. Die öffentliche Meinung im Königreich stand dem Mandat, besonders aufgrund der Meldungen über den jüdischen Widerstand, zunehmend ablehnend gegenüber. Hinzu kam der Druck der USA. Die Abhängigkeit des Königreiches von amerikanischer Wiederaufbauhilfe in Milliardenhöhe gerade nach dem harten Winter wird deshalb sicherlich eine Rolle gespielt haben.

#### UNSCOP
Das UNSCOP (United Nations Special Committee on Palestine), ein Sonderausschuss der UNO unter der Leitung des schwedischen Juristen Emil Sandström, verfolgte die Ereignisse des Exodus-Zwischenfalls und sprach sich in überwältigender Mehrheit für eine Teilung des Landes aus. Nur Jugoslawien, Indien und der Iran sprachen sich für einen föderalistischen Staat aus. Im April 1947 schließlich schlug die UNO in einem Teilungsplan die Gründung eines jüdischen und eines arabischen Staats vor. Dem gingen intensive diplomatische Bemühungen der jüdischen Palästinenser, angeführt von Abba Eban, voraus. Während Westeuropa und der sowjetische Block der Teilung zustimmten, mussten die Länder der Dritten Welt und der südamerikanische Block überzeugt werden. Die südamerikanischen Staaten, unter Einfluss des Vatikans, wollten schließlich nur einem Plan zustimmen, der Jerusalem unter internationale Verwaltung stellte. Dies wurde von den Juden schweren Herzens akzeptiert. Die Zustimmung Trumans war wegen intensiven Drucks aus dem amerikanischen Außen- und Verteidigungsministerium nicht sicher, obwohl er die amerikanische Bevölkerung hinter sich wusste. Truman setzte sich nach Lobbyarbeit Weizmanns jedoch immerhin dafür ein, die Negev-Wüste dem jüdischen Staat zuzuschlagen. Das britische Commonwealth enthielt sich der Stimme.

#### UN-Teilungsplan
Die Palästinafrage wurde von dem damaligen Generalsekretär Trygve Lie als bedeutender Testfall für die Zukunft der Organisation angesehen. Am 29. November 1947 beschloss die Generalversammlung der Vereinten Nationen mit Zweidrittelmehrheit (31 pro, 13 contra, 10 Enthaltungen, 1 abwesend) die Teilung Palästinas in einen jüdischen und einen arabischen Staat. Jerusalem sollte unter internationale Verwaltung kommen und die beiden Staaten sollten in einer Wirtschaftsunion zusammengefasst werden. Mit dem Ziel, tatsächlich einen unabhängigen jüdischen Staat zu gründen und den Überlebenden der Schoah eine Heimat zu schaffen, akzeptierte die jüdische Bevölkerung den Plan. Die Araber lehnten den Plan dagegen ab. Es kam wieder zu Kämpfen zwischen zionistischen Juden und Arabern, die seit 1939 unterbrochen gewesen waren. Wichtige Ziele für die Juden waren dabei, die Straßen, besonders jene zwischen Jerusalem und Tel Aviv, offen zu halten, sowie für den Schutz jeder einzelnen Gemeinde zu sorgen, damit diese nicht aufgegeben werden mussten. Die Hagana musste allerdings immer noch illegal operieren und die Amerikaner und Briten verhängten ein Waffenembargo. Die Briten zeigten sich auch sonst wenig kooperationsbereit, indem sie sich weigerten, Urkunden und andere legale Papiere zu übergeben, und Vertreter der UN nicht ins Land ließen.
Die Strategie der Hagana war zu dieser Zeit nur defensiv, Vergeltungsschläge sollten aus Angst, die internationale Unterstützung kurz vor der Staatsgründung zu verlieren, nach dem Willen der Anführer um Ben-Gurion nur begrenzt ausgeführt werden.
Am 9. April 1948 kam es zu einem Massaker in dem arabischen Dorf Deir Jassin. Der Ort wurde von rechtszionistischen Truppen der Irgun von Menachem Begin zerstört. Zwischen 107 und 120 Palästinenser, darunter Kinder, Frauen und Greise, wurden getötet bzw. ermordet. Die Aktion erfüllte ihren Zweck, Panik unter der arabischen Bevölkerung auszulösen. Seit diesem Massaker bis zum Beginn des Palästinakrieges flohen zwischen 250.000 und 300.000 Palästinenser oder wurden vertrieben.
Waffen konnten nur von der Tschechoslowakei bezogen werden. Der Verkauf begann noch zu vorkommunistischer Zeit und in der Folge wurden auch von der Tschechoslowakei produzierte deutsche Waffen geliefert, unter anderem auch Jagdflugzeuge vom Typ Avia S-199. Die finanziellen Mittel hierfür wurden nach Spendenkampagnen der Jewish Agency und mit aktiver Teilnahme von Golda Meir vornehmlich von amerikanischen Juden bereitgestellt.
Kurz vor dem Ende des Mandats erlitt die jüdische Diplomatie eine herbe Niederlage, als das Außenministerium der USA eine Sondersitzung der UNO einberief, um den Teilungsbeschluss zurückzunehmen bzw. die Teilung zu verschieben. Zuvor gab es bereits massiven Druck auf den Präsidenten. George F. Kennan etwa bezeichnete die Teilung als Katastrophe und auch der republikanische Präsidentschaftskandidat Thomas E. Dewey lehnte sie ab. Am Nachmittag des 14. Mai 1948 erfolgte in Tel Aviv der Staatsgründungsakt Israels, weil am Abend der Schabbat begann und die Fahrt zum Versammlungsort die Schabbatruhe verletzt hätte.

### Der Palästinakrieg und die Gründung Israels
Nach dem Beschluss der UNO 1947 für einen UN-Teilungsplan für Palästina in einen Staat für Juden und einen für nichtjüdische Araber hatten die benachbarten Staaten – sämtlich Mitglieder der Arabischen Liga – die Invasionen ihrer Streitkräfte angekündigt.
Im Verlauf des Palästinakriegs gewann die israelische Armee die Oberhand über die militärisch schlecht vorbereiteten und unkoordiniert agierenden arabischen Truppen. Bis zum Ende des Krieges verloren bis zu 750.000 palästinensische Araber ihre Heimat, was von ihnen heute als Nakba bezeichnet wird – dies entsprach zu diesem Zeitpunkt einem Drittel des gesamten Volkes. Infolge des Massakers von Deir Yasin und aus weiteren Gründen waren bis zum eigentlichen Beginn des Palästinakriegs am 14. Mai 1948 – also binnen 35 Tagen – bereits zwischen 250.000 und 300.000 arabische Palästinenser geflohen oder wurden vertrieben. Der israelische Neue Historiker Benny Morris wies 1987 nach, dass es sich zum Teil um direkte, fast immer aber um indirekte Vertreibung gehandelt habe. Die verlassenen Städte und fast 400 Dörfer wurden von jüdischen Einwanderern besiedelt. Dörfer, welche die Zionisten nicht benötigten, wurden zerstört, um eine Rückkehr der Araber unmöglich zu machen. Ein Recht auf Rückkehr wurde vielen arabischen Palästinensern verweigert und allen jüdischen Palästinensern, die aus Gusch Etzion, dem Jüdischem Viertel der Altstadt Jerusalems und einigen weiteren Orten vertrieben worden waren, die jetzt arabisch beherrscht waren. Mit ihren Waffenstillstandsabkommen von 1949 markierten Ägypten, Libanon, Syrien und Transjordanien ihre durch Waffenglück bestimmte Teilung Palästinas mit dem Gegner Israel durch die Grüne Linie, wenn auch anders als sie es erwartet hatten. Die Grüne Linie (Waffenstillstandslinie) deckte sich weitgehend mit den Grenzen, welche die Jewish Agency 1946 der UNO vorgeschlagen hatte.
Von vielen Palästinensern wird dieses Datum als unerfüllter Unabhängigkeitstag Palästinas angesehen. Der umgehende Angriff mehrerer arabischer Staaten auf Israel führte zum Palästinakrieg, in dem Israel sein Territorium über die Grenzen des UNO-Teilungsplans hinaus ausdehnte. Jordanien besetzte, in Absprache mit der Regierung Golda Meir, das Westjordanland, Ägypten nahm den Gazastreifen ein. Mit der formellen Annexion des Westjordanlandes durch das Königreich Jordanien im Jahre 1950 wurde die Aufteilung Palästinas besiegelt.

### Kampf für den Staat Palästina

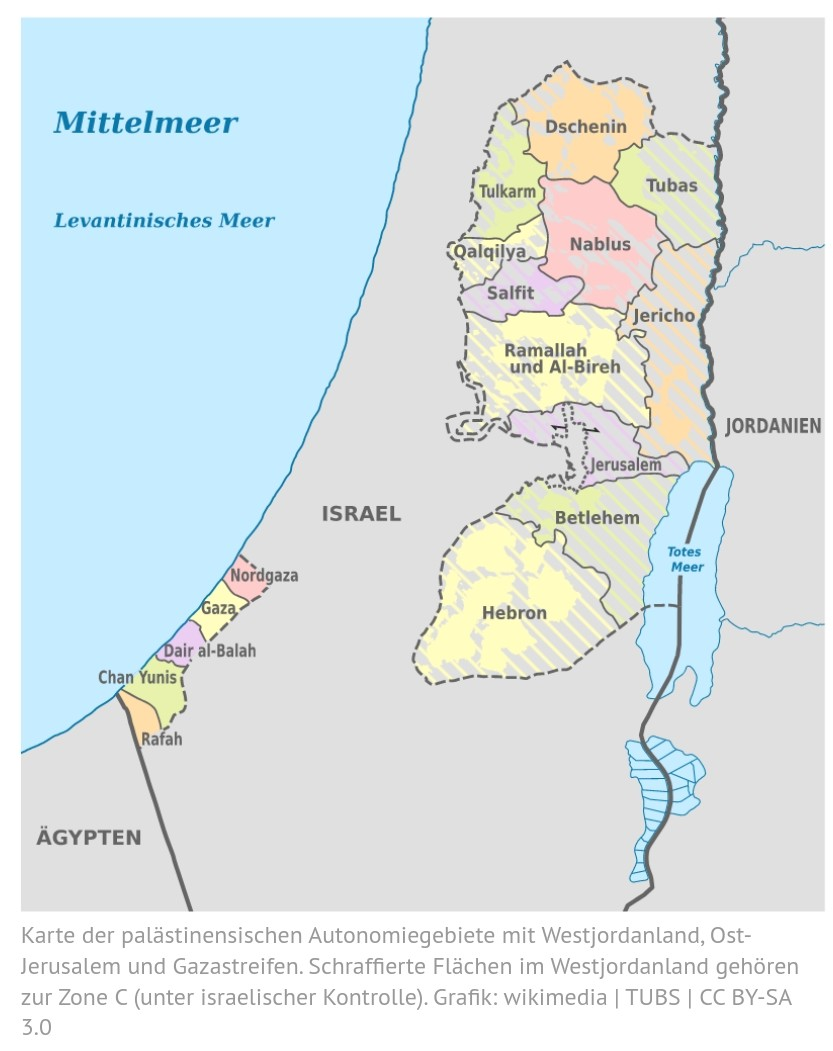
Quelle: Landeszentrale für politische Bildung Baden-Württemberg

Schon 1952 gründete der islamische Rechtsgelehrte Taqī ad-Dīn an-Nabhānī im jordanisch kontrollierten Ostjerusalem die Islamische Befreiungspartei Hizb ut-Tahrir. Bis zu ihrem Verbot im Jahr 1957 kämpfte sie von Jordanien aus mit politischen Mitteln für die Befreiung der unter israelischer Herrschaft stehenden Gebiete Palästinas. 1964 wurde die PLO gegründet mit dem Ziel, den Traum der Palästinenser von einem eigenen Staat Palästina zu verwirklichen und den Staat Israel zu zerstören. Treibende Kraft wurde die Fatah unter der Führung von Jassir Arafat. Dies sollte durch den Einsatz von Fedajin aus der palästinensischen Diaspora erfolgen. Ziel war es, eine Gegenreaktion Israels zu provozieren, der ein Eingreifen der arabischen Armeen hätte folgen sollen. Im Rahmen eines Nationalen Befreiungskriegs beanspruchten die Palästinenser die Rolle der Avantgarde. Die zunächst widerwillige linksextreme Volksfront zur Befreiung Palästinas sah in dieser Strategie eine Gefahr für die Regierung von Gamal Abdel Nasser, näherte sich dann aber der Fatah an. Am anderen Ende des politischen Spektrums beteiligten sich auch die Muslimbrüder zunächst nicht am bewaffneten Kampf, bezogen jedoch ab der Gründung der Hamas im Jahr 1987 Stellung für diesen. Jedoch waren die autoritär regierten arabischen Staaten kaum bereit, sich den von den Palästinensern konzipierten Strategien dienstbar zu machen, auch wenn die sogenannte Arabische Straße deutliche Sympathien zugunsten eines solchen Eingreifens bekundete.
Im Sechstagekrieg hatte Israel 1967 das zu Jordanien gehörende Westjordanland und den zu Ägypten gehörenden Teil Palästinas erobert und besetzt. Nach israelischer Lesart war das Westjordanland „jordanisch besetztes Gebiet“. Bis 1967 gehörte die Westbank aber nach allgemeiner Sichtweise zur international anerkannten Grenze Jordaniens (Westjordanien genannt). Die UNO-Resolution 242 von 1967 ließ keinen Zweifel daran, dass die Staatengemeinschaft damals von Israel den Rückzug aus diesen von ihm besetzten Gebieten forderte und bis heute fordert. Von nun an war es das Ziel der PLO unter der Führung der Fatah, die 1967 den Arabern verloren gegangenen Gebiete zurückzuerhalten und in diesen einen unabhängigen Staat „Palästina“ zu gründen. In mehreren Erklärungen ab 1988 hat die PLO ihr ursprüngliches Ziel, die Zerstörung des Staates Israel und die Errichtung eines Staates „Palästina“ auf dem gesamten Territorium des historischen Palästina, aufgegeben. Die Palästinensische Nationalcharta betrachtet jedoch noch immer Palästina in den Grenzen der britischen Mandatszeit als untrennbare Einheit. Der Verwirklichung eines lebensfähigen Staates im Westjordanland und Gaza steht nach Ansicht der Palästinenser die Siedlungspolitik entgegen, die Israel ohne Rücksicht auf vielfachen Protest der UNO und anderer Organisationen durchführt.
Im Jahre 1974 wurde die PLO von der UNO als einzig legitime Vertreterin des palästinensischen Volkes anerkannt. Im Oslo-Abkommen von 1994 wurde den Palästinensern ein Autonomiestatus gewährt. Die international ausgearbeitete Roadmap for Peace sieht als wichtigstes Ziel die Errichtung Palästinas im Westjordanland sowie im Gazastreifen vor.

## Palästina aus der Sicht des Koran
Das Wort „Palästina“ kommt im Koran nicht vor. Traditionell werden jedoch mehrere Stellen im Koran auf Palästina gedeutet:
- Sura 7 (al-Aʿrāf), Vers 137

«وَأَوْرَثْنَا الْقَوْمَ الَّذِينَ كَانُوا يُسْتَضْعَفُونَ مَشَارِقَ الْأَرْضِ وَمَغَارِبَهَا الَّتِي بَارَكْنَا فِيهَا ۖ وَتَمَّتْ كَلِمَتُ رَبِّكَ الْحُسْنَىٰ عَلَىٰ بَنِي إِسْرَائِيلَ بِمَا صَبَرُوا ۖ وَدَمَّرْنَا مَا كَانَ يَصْنَعُ فِرْعَوْنُ وَقَوْمُهُ وَمَا كَانُوا يَعْرِشُونَ»

„Und Wir gaben dem Volk (Moses) das für schwach galt, die östlichen Teile des Landes (Palästina) zum Erbe und die westlichen Teile dazu, die Wir gesegnet hatten. Und das gnadenvolle Wort deines Herrn war erfüllt an den Kindern Israels, weil sie standhaft waren; und Wir zerstörten alles, was Pharao und sein Volk geschaffen und was an hohen Bauten sie erbaut hatten.“

Dass es sich bei dem unterdrückten Volk um das Volk von Mose, also die Israeliten handelt, ist aus dem Kontext ersichtlich und gilt als Konsens unter Kommentatoren des Korans. An anderer Stelle heißt es:
- Sura 17 (al-Isrāʾ), Vers 104

«وَقُلْنَا مِن بَعْدِهِ لِبَنِي إِسْرَائِيلَ اسْكُنُواْ الأَرْضَ فَإِذَا جَاء وَعْدُ الآخِرَةِ جِئْنَا بِكُمْ لَفِيفًا»

„Und nach ihm sprachen wir zu den Kindern Israels: Wohnet in dem Lande (Palästina); und wenn die Zeit der zweiten Verheißung kommt, dann werden Wir euch hinzubringen als eine Schar, gesammelt (aus den verschiedenen Völkern.)“

Auch aus dieser Sure geht hervor, dass Palästina den Nachkommen Israels versprochen wurde, der im Koran auch Jakob genannt wurde. Dagegen finden sich in keiner der 114 Suren des Korans Hinweise darauf, die Palästina einem anderen Volk zuschreiben würde.